# 晶エリー
晶 エリー（あきら エリー、本名：照沼ファリーザTerunuma Fareeza。1986年12月22日 - ）は、日本のAV女優、AV監督、写真家。ティーパワーズ所属。
「タヌキかわいい」のキャッチコピーから、ファンの間で「たぬこ」の愛称でも呼ばれる。「タヌキかわいい」のキャッチコピーの発案はアダルトビデオメーカーのサディスティックヴィレッジである。
プレイ内容の制限が無い事から「NG無し女優」、紅音ほたるに続く「潮吹きクイーン」と呼ばれ、『拘束椅子Lbianシリーズ』ではレギュラー女優に抜擢され、「レズの鉄人」など数々の異名を取る。

## 来歴
父はシリア人で母は日本人である。1986年12月22日にサウジアラビアで、三人姉妹の次女として生まれる。
14歳で初めて性交渉を経験した。ヘアメイクの専門学校へ進学し、学んだ内容に関連した事業に就職するか否か卒業前に迷う。偶然にアダルトビデオを鑑賞したことを契機にAV女優の仕事に関心をもつ。のちに女優募集を見て衝動的に応募したと語る。
2005年に「大沢佑香」名義でデビューする。デビュー作のタイトルは『初花』で当時はKUKI専属女優だった。2005年6月10日に「ゆか」名義で『ランジェリーエンジェル ゆか』をキューティービデオから発売する。2006年にエスワンへ移籍して『セル初×ギリギリモザイク ギリギリモザイク』でセルデビューする。2007年にフリーとなる。
2008年、ピンク映画の授賞式展、『第20回 ピンク大賞』にて新人女優賞を受賞。DMM月額アダルトDVDレンタル下半期作品ランキング、下半期AV女優ランキング共に1位となる。
2009年に『AVグランプリ』で、 嘔吐・ゲロもの作品の『ゲロ浣腸エクスタシー X』で配信部門1位を獲得、配信売上賞を受賞し、賞金200万円を獲得した。同時に『真正中出しの絶対アングル　テラちんぽ』で部門賞の萌え作品部門 最優秀賞（賞金100万円）も受賞する。
同年、「晶エリー」に改名。所属事務所を辞めて、株式会社fanfanを起業した。
2012年、アダルトビデオ30周年記念企画（AV30）として開催された人気投票で、2万人もの歴代AV女優の中から55位にランクインした。同年、自らの企画、脚本による『晶エリーFINAL 丸坊主』に出演。タイトル通りに劇中で丸刈りにする。FINALというタイトルから、引退の噂も発生したが、BLOGやTwitterで「特に決めていないですが、アダルトは続けていきたい」「自分を見つめ直す時間」と表明し引退については否定した。
2013年、イメージビデオ出演時の別名「新井エリー」名義で自身のブログでAV出演者を募集して、ファン参加型の企画作品に出演、活動を再開した。2013年7月17日のブログにて、一度丸坊主頭にした髪の毛が肩まで伸びたことで、「この世にすけべな方が居る限り、その人の事を想ってわたしは頑張りたい」と、AV出演の再開を宣言した。
「大沢佑香」「晶エリー」「新井エリー」以外の名義のアダルトDVD作品も複数存在する。
- 大沢佑香[4]
- 新井エリー[6]
- 照沼ファリーザ（本名）[20]
- 西川ひとみ[3]

### がんばりガールズ
「ふぁり・ちょん・ブリケ」名義で、泉まりん（ソイ・ビーンズ・あいり名義）と共に、「がんばりガールズ」としてお色気ユニットを結成して活動している。2013年までの活動は確認されているが、ブログは2012年2月21日を最後に更新されておらず2025年現在で詳細は不明である。
「がんばりガールズ」名義、または「がんばりましゅまりガールズ」名義で『下-1グランプリ』に出場し、優勝した経験がある。2011年はこのイベントの審査員を務めていたが、後に出場者となる。『下-1グランプリ』は新宿ロフトプラスワンで年1回開かれるライブイベント。「誰が一番エロいのか!?」という人類最古かつ根源的とされるテーマ（下ネタ）に挑む、最も低俗な王座を賭けて闘い続けるというハレンチ最低演芸悪夢の祭典、性器のコンペティションである。

### 写真家として
公表している本名の「照沼ファリーザ」名義で写真家、歌手としても活動している。写真家の照沼ファリーザとしては2008年にデビュー。2009年3月のGEISAIではリリー・フランキー賞を受賞した。個展、写真展も複数回行っている。 2012年8月、台湾で初個展を開いた際には「レッドリボン大使」に任命された。
写真家を始めた理由は、自分のイメージするエッチで可愛い作品を作りたいと思ったためである。写真作品の世界観は、「かわいそうは、かわいい」「わたしの存在そのものが芸術」という自身の哲学と美意識を体現している。
写真集『照沼ファリーザのワンダーランド 食欲と性欲』は、被写体に昆虫が多く登場するために昆虫好きと誤解されるが、実際は虫が大の苦手である。写真集の昆虫は、苦手だからこそ写真の中の邪魔者役や悪役の位置づけとしてあえて撮っている。写真作品では昆虫のほかに、食物を嘔吐して吐瀉物まみれな状景、トイレの大便をイメージした写真、豚の皮やレバーなど生肉を使った写真などグロテスクな作品も多いが、自身はグロいものは好まずに潔癖である。「かわいそうは、かわいい」とする美的感覚から「可愛いものがグロいもので汚されている可哀想な感じが、可愛さを引き立てている」と感じ、可愛くて可哀想に感じる作品が大好きである。

### 歌手として
2014年3月28日の公式ブログで、今後はおもに、本名の「照沼ファリーザ」名義で音楽活動する、と表明する。作曲家の大川一人に誘われて音楽ユニット「照沼ファリーザと宗教」を組み、ボーカル、歌詞、写真を担当して2015年からおもにライブ活動している。2015年春から「照沼ファリーザと宗教」を担当した作曲家が製作を放棄したが、自身が作曲に興味があったためキーボードを購入して作曲を勉強している。
本名名義で音楽活動に絞る発表をしたあとも、AV女優「新井エリー」名義でサイン会なども行った。

### 活動再開
2016年2月7日に『えろ活』と題した記事で晶エリー（新井エリー）名義の公式ブログを再開し、やはりアダルトな世界や表現が好きで自己の欲求の発散にもなるから、やっぱり純粋にエロ活動もしたいと、晶エリー（新井エリー）としての活動を再開した。晶エリー名義では撮影会などで2014年と2016年に活動している。
2019年9月に「晶エリー」名義でティーパワーズに所属し、AV女優業を再開する。復帰理由は「（当時）夢中になっていた趣味が落ち着いた」、「どうせ何もしないでつらいなら、人の役に立ってつらい方が絶対いい」と答えている。

## 人物・エピソード
- 2022年現在で出身地は東京都[1]とされているが、茨城県出身の記事も多く、2011年3月に自身のブログで「実家は茨城」と記述している。
- 血液型はA型[1]やO型とする記述が見られる。
- 誕生日は当初は1月25日であったが、のちに12月22日[1]とする記事も見られる。

### AV観
- 普段は潔癖症をうかがうほどに綺麗好きだが、AV撮影はぶっかけやメッシー系を嗜好[9]する。
- AV作品の感想でうれしいことは「良かったか、良くなかったか」ではなく「ヌケたか、ヌケないか」である。単純に「エロい」や「ヌケた」などの感想が聞けたら一番うれしい、とインタビューに答えている[10]。
- 一般ではハードに感じられる嘔吐プレイのゲロシーンやアナルや浣腸シーンなどは人に見せられるが、「おなかが空いた」「トイレに行きたい」など生理現象を言葉にすることは恥ずかしく、彼氏と食べ放題の店で食事をともにすることなどは恥ずかしくてとてもできない[20]。

## 出演作品

### アダルトビデオ

#### 大沢佑香 名義
- ランジェリーエンジェル ゆか（6月10日、キューティービデオ） ※「ゆか」名義
- 初花 -hatsuhana- 大沢佑香（7月31日、KUKI）
- 恋色 大沢佑香（8月19日、KUKI）
- 恋するSEX 大沢佑香（8月31日、KUKI）
- 恋リップ みだらな唇 大沢佑香（9月25日、KUKI）
- 奥までびしょ濡れ 大沢佑香（10月25日、KUKI）
- 恋する淫唇 大沢佑香（10月28日、KUKI）
- ぴゅあ 大沢佑香（11月23日、KUKI）
- 痴女計画 かわいい痴女養成講座　大沢佑香（12月25日、KUKI）

- マゾ遊戯 大沢佑香（1月25日、KUKI）
- 濡れ透けアイドル 痴女計画 大沢佑香（1月27日、KUKI）
- 人間玩具 大沢佑香（2月22日、KUKI）
- マゾ遊戯 2packs 大沢佑香（3月31日、KUKI）
- セル初×ギリギリモザイク ギリギリモザイク　大沢佑香（4月7日、エスワン ナンバーワンスタイル）
- ギリギリモザイク 6つのコスチュームでパコパコ! 大沢佑香（5月7日、エスワン ナンバーワンスタイル）
- 女雌嬲り 大沢佑香（5月19日、KUKI）
- ALL STAR CLIPS volume.3（5月19日、KUKI）
- ギリギリモザイク 佑香のセックスじっくり見せてあげる 大沢佑香（6月7日、エスワン ナンバーワンスタイル）
- ギリギリモザイク バコバコ大乱交2（6月7日、エスワン ナンバーワンスタイル）
- ギリギリモザイク 絶頂!イキまくり潮吹きFUCK 大沢佑香（8月7日、エスワンナンバーワンスタイル）
- ギリギリモザイク ギリギリモザイク6本番　大沢佑香（9月19日、エスワンナンバーワンスタイル）
- ミセスStylish VOL.04 （12月21日、プレステージ）

- 宇宙的美少女登場!02 大沢佑香（1月19日、プレステージ）
- 実録悦楽素人娘①（1月20日、C-素人）
- ニャンニャンMy Love 大沢佑香（2月5日、XVN）
- ビキニからはみ出しちゃって 大沢佑香（2月7日、XVN）
- トーキョー★ポルノ★デイズ act.12 大沢佑香ちゃんとのセックス（2月9日、無敵屋）
- 珠玉の恋人 佑香（2月10日、オーロラプロジェクト） ※「佑香」名義
- 僕、専用。【S】カスタムメイド 002 type.大沢佑香（2月16日、ゴーゴーズ）
- 特選!!S級素人ギャルコレクション 4時間 2（2月16日、ケイ・エム・プロデュース）※「YUKA」名義
- 特選!!S級素人ギャルコレクション4（2月16日、ケイ・エム・プロデュース）※「YUKA」名義
- GIRLS*MIX 31 （2月16日、アリスJAPAN）※「YUUKA」名義
- ヘンタイヴァージン 大沢佑香（2月19日、XVN）
- セクハラ2 いい眺めだ じっくり楽しませてもらうよ（2月21日、アテナ映像）
- ザ・カメラテスト キミ、オシッコまでモラさなくていいよテストなんだから!だって気持ち良すぎて…（2月21日、アテナ映像）
- ポッチンティーチャー 体育2 あ〜ん!カウパージュルジュルさせて〜!!（2月24日、LEO）
- エッチなお姉さんに誘われて 25（2月28日、クリスタル映像）
- TIGHTS MARMAID 直穿きタイツオナニー（2月28日、ゴリラプロジェクト）
- ONE+GAL 11（2月28日、ゴリラプロジェクト）※「YUKA」名義
- イカセ狂いオマ●コ拷問 女子校生マシンバイブ2 大沢佑香（3月8日、ディープス）
- 人妻の淫行バイト 01 大沢ゆかさん(27歳)（3月9日、水蜜） ※「大沢ゆか」名義
- 近親妻 私、義兄に中出しされて義父にも犯されました 大沢佑香（3月10日、隼エージェンシー）
- 愛しのフェラチーオ6 17人のザーメン中毒（3月10日、隼エージェンシー）
- 体育女教師 佑香（3月16日、LEO）
- CUTIE GIRL 240（3月16日、アリスJAPAN）※「yuuka」名義
- 中出しされた人妻たち 第4章（3月19日、BRAVO）
- 乳揉みまくりで悶える娘たち8（3月23日、チャクラ）
- 1億3000万人が選ぶ!?AVライブチャットBATTLEのネットじゃ決して流せない裏側全部見せちゃいますSP（3月30日、MAXING）※「モデル 佑香」名義
- お宅訪問!濡れるセールスレディー 2（3月30日、LEO）
- 彼女のカノジョと *18 大沢佑香&結城リナ（3月30日、ゴーゴーズ）
- 「メコスジいじってたら染みパンになっちゃいました」2（3月30日、ゴリラプロジェクト）※「ゆか」名義
- 間違ってキモ男ばかりの土建屋に就職しちゃった美人派遣社員 大沢佑香（4月5日、タカラ映像）
- 本物包茎治療院 大沢形成クリニック（4月5日、V&Rプロダクツ）
- ときめきHoney大沢佑香（4月7日、Tora-Tora-Tora）
- STREET ANGELS 32 東京美少女援交（4月7日、グラフィス）※「ゆきえ」名義
- キスマニアVol.2（4月19日、BRAVO）
- 生中出しコギャル4時間 2（4月20日、ケイ・エム・プロデュース）※「YuKa」名義
- 私、うり初めました。セールスレディー（4月20日、LEO）
- エロカワ・スタイル 14 成城系お嬢様ユカchan（4月20日、プレステージ）　※「ユカ」名義
- ぼくの子宮 ゆうか モザイク一切無し!!丸見え全開!!!（4月23日、グリッターフィルムズ）※「ゆうか」名義
- S-Cute ex 08（4月27日、S-Cute）※「YUKA」名義
- S-Cute ex 09（4月27日、S-Cute）※「YUKA」名義
- 癒らし。VOL.32 大沢佑香（4月27日、アウダースジャパン）
- ねぇ、お兄ちゃん! 04（4月27日、ゴーゴーズ）
- ト・モ・ダ・チ　ゆうか（4月27日、マックスエー）※「ゆうか」名義
- 女子校生競泳水着グチョヌレダンス（4月28日、ラハイナ東海）
- 放課後女子校生 めっちゃラブラブ★ダンス！ VOL.3（5月2日、プレステージ）
- クイズ\レイプショック2007 不正解者は即生中出し輪姦です!（5月3日、ディープス）※AV OPEN 2007エントリー作品
- SOD的 女優さんドッキリ○恥大報告!（5月4日、SODクリエイト）
- こだわりの手コキ 4時間SP 4　40人のハンドメイド（5月12日、隼エージェンシー）
- 従順なる監禁　大沢佑香（5月15日、ワープエンタテインメント）
- 乳首の弱いカノジョと僕が、互いに乳首を責めあいました。撮り下ろし×THE 4時間（5月15日、ワープエンタテインメント）
- 夢の一夫多妻制!しかも妻は全員痴女! ボク専用集団痴女奥さん 完全版（5月18日、ケイ・エム・プロデュース）
- オナニー30連発! オナニスト30人のひとりエッチ（5月19日、BRAVO）
- 今夜はドギーファック 大沢佑香（5月20日、タッチ＆ゴー）
- 極嬢 大沢佑香（5月25日、YeLLOW）
- 断りきれない女たち 2（5月25日、モデスト）
- いきなり2回連続でイカセる女たち（6月1日、V (ヴィ)）
- 潜入レポート!!素人ヌギヌギDANCE★NIGHT VOL.05（6月1日、プレステージ）
- PORNOGRAPH 24（6月2日、HMJM）※「MASAMI」名義
- TAKARA GREATEST BOX（6月6日、タカラ映像）
- 介護福祉レディのお仕事 「性介助」完全マニュアル編（6月7日、SODクリエイト）
- 新入社員のお仕事Vol.1　大沢佑香（6月9日、カリビアンコム）
- 女教師in… （脅迫スイートルーム） Teacher Yuka（24）（6月15日、ドリームチケット）※「Yuka」名義
- 彼女が全面支配する ボクとカノジョと僕のオナニー（6月15日、ワープエンタテインメント）
- my nurse（6月16日、フリービジョン）
- 強制フェラ・中出し・アクメ捕虜収容所 II（6月19日、ドグマ）
- 華麗なるレズ一族 羽田夕夏（6月21日、ディープス）
- IP OFFICE（7月1日、アイデアポケット）
- BEST HIT 2007年 ドリームチケット上半期総集編（7月5日、ドリームチケット）
- イカせ!潮!潮!潮!そして黒人FUCK!　大沢佑香（7月5日、サディスティックヴィレッジ）
- ミスエックス M-X 2 素人ナマ中出しドキュメント（7月10日、LEO）
- セレブ妻不倫リポート VOL.11 大沢佑香（7月11日、プレステージ）
- 女子高生レズロリ白書 第一章（7月11日、プレステージ）
- BAD HOLE BLACK（7月1日、LEO）
- サーファーギャルズ 4（7月15日、NEXT GROUP）
- ヌーディストGALビーチ 2（7月15日、トップワン）
- 実践!潮吹きポルチオ性感講座（7月15日、アレックス）
- 綺麗なお姉さんの筆おろし（7月19日、V&Rプロダクツ）
- イカサレ4時間 いいとこどり 5（7月20日、ケイ・エム・プロデュース）
- 顔騎圧迫　お尻狂いの僕が夢にまで見た尻圧迫オナニー射精　完全撮りおろし 美巨尻美女八人（7月23日、実録出版）
- 大沢佑香 VS（7月27日、メディアバンク）
- FELLATIO FESTIVAL 6（8月1日、アイデアポケット）
- お嬢様とメイドの禁断な関係Ⅱ（8月3日、アウダースジャパン）
- DOKIレズ13（8月3日、アウダースジャパン）
- 膣痙攣・悶え地獄・女子校生 大沢佑香（8月4日、アイエナジー）
- ごっくん100発 精子を奪い合う女たち（8月10日、ナチュラルハイ）
- お姉さんが犯してあげる 39（8月10日、クリスタル映像）
- やりすぎBBQ大会（8月15日、トップワン）
- エロかわいいピザの宅配痴女娘（8月15日、NEXT GROUP）
- 渋谷系集団ヤリまんギャルサークル（8月20日、NEXT GROUP）
- 癒しのロリペット ゆうか ひな 完全版（8月24日、メディアステーション）※「ゆうか」名義
- 極選4時間 エッチなお姉さんに誘われて（8月24日、クリスタル映像）
- 大沢佑香のかんなりハード（8月24日、メディアバンク）
- 人気AV女優が出会いサイトで素人くんをゲット！ オモチャにしちゃうゾ…　大沢佑香（8月25日、P☆MAX）
- 黒天狗屋敷の熟れた女狐（9月1日、AVS）
- 絞め扼す脈動が余響を潰す 07（9月1日、天奇）
- デジモ痴女 The BEST 2（9月14日、LEO）
- 私を生で愛してください。 大沢佑香（9月19日、ドグマ）
- 性感ch 性感マッサージを受ける女優たち（9月19日、BRAVO）
- 乳首いぢりコレクション（9月19日、エロマ）
- へんたいのとりこ 大沢佑香（9月22日、レイディックス）
- SUPER JUICY AWABI 〜anothers〜 V　快楽地獄ポルチオエステサロン 大沢佑香（9月29日、ベイビーエンターテイメント）
- K点超え!手コキと勢いのある射精（9月22日、レイディックス）
- オナニーお姉さん 欲求不満なオナニスト達の恥ずかしいひとりエッチ!（9月29日、LEO）
- ドS痴女ダブルマッサージサロン（10月1日、ワンズファクトリー）
- 聖水狂乱・トリプルレズビアン 〜巨漢女と恥辱娘の戯言〜（10月1日、AVS）
- ダマシ×ナマ中出し10発!!そして黒人も中出し!ザーメンを潮で吹き飛ばせ! 大沢佑香（10月4日、サディスティックヴィレッジ）
- 中出しFUCK21連発 OL 大沢佑香（10月13日、カルマ）
- KARMAファン感謝祭 KARMA3周年だヨ! ロリロリバスツアー 3（10月13日、カルマ）
- 悶絶オナニー電動按摩器トランス（10月13日、マルクス兄弟）
- ファン感謝祭 シリーズ15万本記念 これが噂の痙攣薬漬け水着モデル Disc.15（10月18日、ナチュラルハイ）
- 「プロから学ぶ! 何処でも潮吹く『全身マ○コになる催眠マッサージのヤり方』教えます」 VOL.1（10月18日、DANDY）
- 新入社員は小悪魔淫乱娘 大沢佑香（10月23日、スタジオテリヤキ）
- Miss99 Best コンビネーション上半期総集編1（11月1日、）
- キレイめ妄想お嬢さん 大沢佑香（11月7日、BRAVO）
- 黒人中出し20連発 大沢佑香（11月8日、アイエナジー）
- 中出し生命保険新人セールスレディー（11月9日、ビッグモーカル）
- Miss99 Best コンビネーション上半期総集編2（11月9日、）
- 中出し女子校生暴行 膣（ナカ）にタップリ出してやるぜ!!3時間（11月9日、ビッグモーカル）
- 美脚×ローライズ短パン×露出デート 大沢佑香（11月13日、マルクス兄弟）
- 裏ロリロリバスツアー（11月13日、カルマ）
- おしっこ 2（11月15日、ケー・トライブ）
- Greasy Hands vol.32（11月15日、テイクワン）
- 学校の変態女（11月19日、ドグマ）
- THE マシンバイブ SPECIAL（11月22日、ディープス）
- 綺麗なお姉さんのエロ実習（11月25日、ホットエンターテイメント）
- 極嬢BEST（11月25日、YeLLOW）
- 素人ギャルはエッチが大好き!!（11月25日、モデスト）
- 大沢佑香の見晴らし最高!!（11月25日、カリビアンコム）
- if…もしも まあやと佑香がHな激カワ女子校生だったら（11月30日、2Candys）
- if…もしも まあやと佑香ゴスロリメイド服で檻に監禁された奴隷だったら（12月2日、2Candys）
- PORNOGRAPH BEST 2（12月1日、HMJM）
- 人気AV女優が出会いサイトで素人くんをゲット!P☆MAX BEST!!（12月1日、P☆MAX）
- ダマシ×ナマ中出し10発!!そして黒人も中出し！ザーメンを潮で吹き飛ばせ! 大沢佑香（12月6日、サディスティックヴィレッジ）
- 羞恥!強制潮吹きマシンパンツで街中を引き廻せ! 大沢佑香（12月6日、サディスティックヴィレッジ）
- 極!!エロボディ 4時間（12月7日、クリスタル映像）
- Lesbian Life 2（12月7日、U&K）
- BEST OF フェラチーオ 18人のフェラ好きザーメン好きガールズ（12月8日、隼エージェンシー）
- アクメΩ耐久ファック 350回イッちゃいました（12月11日、プレステージ）
- ユーザーズチョイス!!4時間 The First Half of 2007（12月15日、ワープエンタテインメント）
- Tokyo Slimy Night Vol.3（12月15日、テイクワン）
- ドグマ2007上半期作品集（12月19日、ドグマ）
- Best Scene of 禁断レズ（12月21日、アウダースジャパン）
- Best Scene of DOKIレズ（12月21日、アウダースジャパン）
- Best Scene of 癒らし。（12月21日、アウダースジャパン）
- せくしー☆ゆかちん（12月24日、Tora-Tora-Tora）
- 少女の白い肌 愛玩淫交（12月25日、FAプロ）
- DELI LES デリバリーレズビアン（12月28日、ビッグモーカル）

- 真正中出し8連射!!真正中出しの絶対アングル　大沢佑香（1月1日、みるきぃぷりん♪）
- ヴァーチャル保育園 イカせて佑香先生（1月1日、ワンズファクトリー）
- Tora-Tora Platinum Vol.24 大沢佑香（1月3日、Tora-Tora-Tora）
- 悦虐の折檻調教 女子校生 大沢佑香（1月5日、アイエナジー）
- 新・素人女子校生［CLASS－A］Ⅱ（1月11日、ビッグモーカル）
- 人気AV女優がひとり暮らしの自宅を初公開　大沢佑香が自分の部屋で中出しSEX（1月17日、ROCKET）
- ディープス2007上半期作品集（1月17日、ディープス）
- 中出しCOLLECTION4時間 人妻編 Vol.2　ザーメンを中出しされまくる人妻たち（1月19日、ミスター・インパクト）
- SPLASH GIRL 女鯨02 大沢佑香（1月19日、桃太郎映像出版）
- 癒しのチンポ遊び 大沢佑香（1月20日、ピーターパン）
- レズ乱交 SP2（1月25日、アウダースジャパン）
- 淫乱（仮）SEXそして顔射そしてお掃除フェラまで。（1月31日、LEO）
- 集団淫乱絶頂オフィス（2月1日、MOODYZ）
- サディスペディア2007上半期作品集（2月7日、サディスティックヴィレッジ）
- アイエナジー2007年度下半期作品集（2月7日、アイエナジー）
- 失禁ガマン漬け（2月7日、ナチュラルハイ）
- セックスに飢えたセレブ妻 05　佑香（2月8日、高遠映像）※「佑香」名義
- ロリータと黒人の乱交FUCK（2月13日、カルマ）
- レズオナ。レズビアンオナニーvol.1 （女同士の相互レズオナニー）（2月15日、U&K）
- 厳選!!素人エロギャル生本番11連発!2時間（2月15日、NEXT GROUP）
- くっきりくびれの美尻淫乱お姉さん達と顔面騎乗乱交!（2月19日、CROSS）
- Red School Girls Free-For-All！（2月20日、ORIENTAL DREAM）
- 女囚人患者 女刑務所で生きること、それが最大の凌辱（2月21日、アイエナジー）
- 中出し4時間 女子校生編（2月21日、アイエナジー）
- 生指オナニー Ⅲ（2月22日、アウダースジャパン）
- こんなに出ましたAUDAZ!（2月22日、アウダースジャパン）
- 2007年下半期U&K作品ベスト集（2月22日、U＆K）
- 凌辱（仮）（2月24日、LEO）
- キモデブ集団FUCK!（2月29日、VIP）
- Suite Room 情事に溺れる美人妻 4時間　セレブ人妻×不倫密会（3月1日、ワンズファクトリー）
- SOD陵辱病棟 The プレミアム（3月6日、SODクリエイト）
- DIGIMO LEO BEST GIRLS（3月14日、アットワンコミュニケーション）
- BAZOOKA コレクション2008 4時間（3月17日、ケイ・エム・プロデュース）
- 出版会社の受付嬢をまかされた女優をイタズら!? 2（3月20日、ホットエンターテイメント）
- BAZOOKA フェラチオ 30人抜き 4時間（3月21日、ケイ・エム・プロデュース）
- 凄いオナニー女たち（3月22日、レイディックス）
- 痴女専科 〜淫語主義!手コキSEXで悦★〜（3月25日、ミル）
- Red Hot Jam Vol.37 見晴らし最高　大沢佑香 宝月ひかる（3月26日、RED HOT COLLECTION）
- 「知らない女だけが損をする!世界最大級のメガチ○ポで強制フェラ/ハメ潮/生中出しをヤる」（4月4日、DANDY）
- 黒人輪姦&極太フィストディルドー　大沢佑香（4月4日、サディスティックヴィレッジ）
- みるきぃHiスクール。真正中出し!!×ハメ潮Fuck!!（4月7日、みるきぃぷりん♪）
- M女失禁グラフティー 露出番外地　大沢佑香（4月11日、プレステージ）
- 女子校生暴行 BEST 4時間（4月11日、ビッグモーカル）
- BIGMORKAL HISTORY ERO BEST PREMIUM 8時間（4月11日、ビッグモーカル）
- 催眠 赤 DX X 〜ドキュメント編〜 大沢佑香（4月11日、アウダースジャパン）
- 催眠 赤 DX X 〜スーパーmc編〜 大沢佑香（4月11日、アウダースジャパン）
- 催眠 赤 DX X 〜スーパーコンプリート編〜（4月11日、アウダースジャパン）
- 大沢佑香スペシャル 完全永久保存版（4月17日、アイエナジー）
- THE HOTEL LADIES ［高級ホテルで咲き乱れる極上美女の4痴態］（4月25日、大洋図書）※「YUUKA」名義
- 美少女陵辱遊戯 11 大沢佑香（4月25日、ブリット）
- 強制猥褻 非合法ドラッグ 大沢佑香（5月1日、ワンズファクトリー）
- 強制イカせ 悶絶潮吹き 20人4時間（5月1日、ワンズファクトリー）
- ヴァーチャル相互オナニー いっしょにイってね（5月1日、ワンズファクトリー）
- 裸の大陸 4（5月8日 ナチュラルハイ）
- 究極の妄想発明シリーズ第4弾 男女入れ替わりカメラ 〜入れ替えシャッターをパチリ!憧れのあの子のカラダでハレンチ天国〜（5月8日、ROCKET）
- 大沢佑香のワンダーランド! 〜自分で選ぶいっぱいの好き〜 佑香公認作品!（5月8日、サディスティックヴィレッジ）
- 昼下がりの犯され妻 10人の奴隷妻 IX（5月10日、隼エージェンシー）
- 真性アナルFUCK 大沢佑香（5月13日、MOODYZ）
- 憧れの姉さんがお掃除フェラしてくれました。（5月13日、マルクス兄弟）
- KARMAファン大感謝祭 ロリロリバスツアー SUPER MEGA BEST8時間（5月13日、カルマ）
- 人格崩壊 電マックス!!!（5月19日、桃太郎映像出版）
- 大沢佑香vs無限潮吹きvs絶叫電マvsぶっかけ中出しvsメガチン3P（5月22日、ディープス）
- 浣腸そして潮吹き!ダブルで噴出!噴出!噴出! 大沢佑香（5月22日、サディスティックヴィレッジ）
- 実録・おもらし三昧 大沢佑香（6月1日、AVS）
- 露出狂痴女（6月5日 ナチュラルハイ）
- 絶対中出し出来る痴女クリニック　大沢佑香（6月13日、マルクス兄弟）
- 二穴アナル真正中出し!! 大沢佑香（6月13日、みるきぃぷりん♪）
- ヌキどころ一気に見せます! KARMA 総集編　vol.6（6月13日、カルマ）
- 潮吹きが2時間で出来るようになるDVD 学校では絶対に教えてくれない!! 誰でもわかる大人の授業（6月19日、SODクリエイト）
- ガンギマリアナル　大沢佑香（6月19日、ナチュラルハイ）
- キャバクラ嬢24人のプライベートSEX4時間（6月19日、YeLLOW）
- ROCKET2008上半期総集編（6月19日、ROCKET）
- 大沢佑香 潮吹きトリプルレズ THE SPLASH!!!（6月19日、LADY×LADY）
- 女王様監禁凌辱レズビアン 集団サディスト淫乱痴女（6月19日、CROSS）
- 女のザーメン 3（6月25日、しのだプロジェクト）
- 転校生はクラスの精飲ペット　大沢佑香（7月1日、ワンズファクトリー）
- 女子校生中出し 4時間 vol.2（7月4日、アイエナジー）
- サディスティックアナル調教!真性3穴FUCKそしてアナルで潮、潮、潮! 大沢佑香（7月4日、サディスティックヴィレッジ）
- 潮吹き大噴射4時間（7月4日、アイエナジー）
- 涼宮ヒハルの陵辱　大沢佑香（7月4日、イフリート）
- Tora-Tora Platinum Vol.45　大沢佑香（7月4日、Tora-Tora-Tora）
- DEEPS GIRLS COLLECTION 羽田夕夏4時間（7月4日、ディープス）
- 吉沢明歩の誘惑 〜あたしを食べて〜（7月4日、竹書房）
- 東京パンストMODE 3　大沢佑香（7月11日、BUMPエンターテイメント）
- S級女優中出し21連発 連続FUCK SUPER BEST2時間2（7月13日、カルマ）
- キスがエロけりゃ醜男だって、美女とベロちゅうデキるのだぁ（7月15日、ワープエンタテインメント）
- 黒人巨根イラマチオ（7月17日、アイエナジー）
- レズメイド SP（7月18日、アウダースジャパン）
- SPLASH GIRL 女鯨06 人気女優10人潮吹き大洪水!（7月19日、桃太郎映像出版）
- 張り型チンポ自慰 01（8月1日、ワンズファクトリー）
- 拘束女体なぶり（8月1日、ワンズファクトリー）
- パイパン少女いたずら 4時間（8月1日、ワンズファクトリー）
- 美脚で虐める最高の足コキ発射!（8月1日、ワンズファクトリー）
- U＆Kベスト2008年上半期ラインナップ作品集（8月1日、U&K）
- 最高のセンズリの為のフェラチオ!（8月1日、プレステージ）
- 激烈!!2穴噴射Fuck!! 大沢佑香（8月7日 みるきぃぷりん♪）
- 拷問!女子高生マシンバイブ 5 大沢佑香（8月7日、サディスティックヴィレッジ）
- もしも息子の嫁が大沢佑香だったら（8月8日、大洋図書）
- 激羞恥!!受付カウンターでAV女優騙し!!4時間（8月10日、ホットエンターテイメント）
- イイオンナ、イラマチオ4時間（8月15日、ワープエンタテインメント）
- ヌーディストGALビーチDX 4時間SP!!（8月21日、NEXT GROUP）
- Surfer Girls 激マブサーファーギャルとビーチでマジハメ!!（8月15日、NEXT GROUP）※「YUUKA」名義
- 縄・M女優 コレクション Vol.9　大沢佑香（8月19日、ドグマ）
- アイエナジー2008年度上半期作品集（8月21日、アイエナジー）
- 有名女優オフショット突撃隊!!（8月21日、アイエナジー）
- Wパイパン潮噴射（9月1日 MOODYZ）
- THE Debut 大沢佑香（9月1日、BUMPエンターテインメント）
- 働く猥褻痴女 4時間（9月1日、ワンズファクトリー）
- 疼きマンコ本気オナニー30人（9月1日、ワンズファクトリー）
- しようよ。Vol.15 大沢佑香（9月1日、LOVE FACTORY）
- 拷問ザーメン!中出し5発、ぶっかけ47発、ごっくん10発、浴尿と黒人 大沢佑香（9月4日、サディスティックヴィレッジ）
- DEEP'S GIRLS COLLECTION 潮吹きQueen 大沢佑香4時間（9月4日、ディープス）
- みやすのんき 妄想エロ漫画AV メイド探偵亜美（9月13日、MOODYZ）
- 新・素人女子校生[CLASS-A] 4時間BEST（9月12日、ビッグモーカル）
- ベロ舐め4時間（9月15日、テイクワン）
- 潜入盗撮 キャバ嬢に現金バラまき店内エロ交渉 2（9月15日、スターパラダイス）
- 東京FUNKYギャル　大沢佑香（9月16日、ピエロ）
- エッチな制服ベスト集 女医・ナース編（9月18日、V&Rプロダクツ）
- DANDY2周年 公式コンプリートエディション ちょいワル全仕事集（9月18日、DANDY）
- 大沢佑香のマンコとアナルを風間ゆみがイカセまくり、大量浣腸&大量潮吹き同時噴出絶頂アクメ（9月19日 アンナと花子）
- 女体マグニチュード ボッキ・クリトリス直下型アクメ 大沢佑香（9月19日、ドグマ）
- しようよ。Vol.35 大沢佑香（10月1日、LOVE FACTORY）
- 直腸にタップリ発射!真性アナル生中出し4時間（10月1日、MOODYZ）
- 真性潮吹きFUCK 大沢佑香（10月1日、MOODYZ）
- 宙吊り浣腸アナル輪姦ライブ 大沢佑香（10月1日、V(ヴィ)）
- Perfect collection 大沢佑香 完全版 4時間（10月1日、ワンズファクトリー）
- 非日常的悶絶遊戯 第九十一章 カワイイ女子校生、佑香の場合（10月1日、AVS）
- 特盛り（10月7日、桃太郎映像出版）
- 羞恥!浣腸もした大沢佑香を強制潮吹きマシンパンツで街中を引き廻せ!（10月9日、サディスティックヴィレッジ）
- Zetton Girls Paradise Volume.04（10月10日、プレステージ）
- 女子大生集団レイプSPECIAL（10月13日、MOODYZ）
- ベロチュ〜接吻&乳首やアナル舐めで手コキ責め ②（10月13日、マルクス兄弟）
- ハイパー鬼イカセ 大沢佑香（10月17日、レアル・ワークス）
- 飲みたがるオクチとマンコ 大沢佑香（10月19日、エムズビデオグループ）
- 超有名女優の休日を完全ジャック!!大人気女優大沢佑香ちゃんを、完全プライベート中にマジナンパしちゃいました!（10月23日、SODクリエイト）
- 全部で50発!中出しだけで4時間!!（10月23日、ディープス）
- 大沢佑香のやっぱりレズが好き 潮吹き大洪水スペシャル!!!（10月23日、LADY×LADY）
- 究極の妄想発明シリーズ総集編 4時間DX（10月23日、ROCKET）
- 浣腸!2穴アナル!ハメ潮!激噴射アクメ　大沢佑香（10月23日、ROCKET）
- 電マ×強制連続アクメ×潮吹き!（10月23日、アイエナジー）
- 羞恥!アナル観察。一本いっぽんシワを数えて恥ずかしくなったところでハメ倒す!11アナルと5SEX（10月23日、サディスティックヴィレッジ）
- 200人の絶頂アクメ顔 4時間（11月1日、ワンズファクトリー）
- レイプ!捕まったら中出し無制限! 2 在日黒人陸戦隊VS大沢佑香&Gカップ美少女柔道家!そして日本兵と白人ソルジャー（11月6日 サディスティックヴィレッジ）
- 極選4時間 お姉さんが犯してあげる（11月7日、クリスタル映像）
- 真性潮吹き大乱交 かけまくり浴びまくり271発4時間（11月13日 MOODYZ）
- 後背位図鑑3（11月14日 無敵屋）
- KUKIピンクファイル あのピンクファイルで魅せる! 大沢佑香（11月14日 KUKI）
- 大量潮吹きが潮浣腸で、見やすいアクロバティックFUCKの尻から噴出。更にはグッチョグチョ肛門ピストン、前後の穴とも濃厚精子ナマハメ中出し! 大沢佑香（11月19日、CROSS）
- 夢のAVデリバリー! 大沢佑香と浜崎りおが自宅にお邪魔してアナタのHな願望叶えちゃいます!（11月19日、もっこりテレビ）
- 綺麗なお姉さんしてあげる… 4時間（11月20日、ホットエンターテイメント）
- 羞恥最前線 ハズカシイアダルトビデオの鑑賞の仕方。作品集270分!（11月20日、サディスティックヴィレッジ）
- 大沢佑香のふたなり潮吹きレズビアン（11月21日、LADY×LADY）
- 痴女宮 大沢佑香（11月21日、h.m.p）
- THE 大沢佑香980（11月21日、エクストリージョン）
- 真正中出しの絶対アングル テラちんぽ　大沢佑香（11月22日、みるきぃぷりん♪） ※AVグランプリ2009 萌え作品部門 最優秀賞 受賞作品
- ゲロ浣腸エクスタシー X（11月22日、ドグマ）※AVグランプリ2009 配信売上賞 受賞作品
- HOT感謝祭 THE 野球拳COLISEUM（11月22日、ホットエンターテイメント）※AVグランプリ2009 エントリー作品
- 純愛レズビアン 9（11月28日、ピエロ）
- CDAV カウントダウンAV 〜 豪華女優の極上猥褻プレイランキング8時間SP 〜（12月1日、ワンズファクトリー）
- 女子高生ザーメンいじめ（12月1日、ワンズファクトリー）
- 拘束監禁ドリル地獄 vol.2（12月2日、MAD）※「佑香」名義
- 団地妻の憂い 隣人に覗かれた人妻の背徳行為 第八章 大沢佑香（12月4日、アイエナジー）
- 大沢佑香のすべてが分かる!6タイトル、240分作品集 大沢佑香入門!（12月4日、サディスティックヴィレッジ）
- ROCKET 1周年記念作品 時間が止まる腕時計スペシャル（12月4日、ROCKET）
- 予備催眠SP 4（12月5日、アウダースジャパン）
- ハーレム学園プレミアム VOL.3（12月7日、プレミアム）
- ヌキどころ一気に見せます! KARMA 総集編　vol.7（12月13日、カルマ）
- 真性2穴!サンドイッチFUCK4時間（12月13日、MOODYZ）
- DILDO FUCK ディルドにまたがる女優たち Ⅱ（12月13日、アロマ企画）
- 大沢佑香の痴女って3時間（12月15日、テイクワン）
- スーパーMM号ファン感謝祭　スーパーアイドル大沢佑香 10リットル潮吹きアクメ祭り2008（12月18日、SODクリエイト）
- ファン感謝祭で売春オークション!大沢佑香が潮☆痴女☆SEX☆全て大安売り!（12月18日、サディスティックヴィレッジ）
- ROCKET2008下半期総集編（12月19日、ROCKET）
- 巨乳コギャルズパイパン学園（12月19日、イエロー）
- 女だけの乱交レズビアンペニバン教室（12月19日、CROSS）
- ザーメン小便ぶっかけ飲尿2穴中出しFUCK　大沢佑香（12月19日 エムズビデオグループ）
- EXレズ4時間SPECIAL（12月26日、ビッグモーカル）
- Best Scene of 催眠 2（12月26日、アウダースジャパン）

- パイパン失禁ぶっかけ中出しアナルFUCK!

大沢佑香（1月1日、MOODYZ）
- 限界アクメ大量潮吹き×20人（1月1日、ワンズファクトリー）
- 顔射とゴックンザーメン100発4時間（1月1日、ワンズファクトリー）
- THE TENKI BEST OF COLLECTION vol.01（1月1日、幻奇）
- 三穴同時発射 大沢佑香（1月7日、桃太郎映像出版）
- 最強淫乱5人娘（1月7日、桃太郎映像出版）
- 黒人極太アナル3穴! 大沢佑香（1月8日、サディスティックヴィレッジ）
- キモ男に犯される女麻薬捜査官　大沢佑香（1月13日、マルクス兄弟）
- NON STOP ORGASM ポルチオエンドルフィン 大沢佑香 性獣覚醒（1月16日、クリスタル映像）
- 騎りまくり36人（1月16日、アットワンコミュニケーション）
- おまんこアクメと肛門アクメ絶頂潮吹きディープレズ（1月19日、アンナと花子）
- 手コキでベロちゅ〜 5（1月19日、YeLLOW）
- 新作AVガイド8時間 2009冬号（1月21日、ビデオバンク）
- 私だけが知っている!世界最大級のメガチ○ポでディープスロート/ハメ潮/生中出しをヤる」VOL.1（1月22日、DANDY）
- LADY×LADY 2周年記念作品集 2007年11月〜2008年10月（1月22日、LADYxLADY）
- ディープス2008上半期作品集（1月22日、ディープス）
- おしっこ潮吹きザーメン浣腸26P狂乱アクメ！全穴汁ダクどこでもちんぽ。 大沢佑香（1月25日、ダスッ!）
- 絶頂騎乗位200人 4時間（2月1日、ワンズファクトリー）
- 強制猥褻 非合法ドラッグ the BEST（2月1日、ワンズファクトリー）
- LADY×LADY 2周年全単体レズ作品集（2月5日、LADYxLADY）
- AV女優VS素人ギャル…本当にエロいのはどっちだ!?大沢佑香VS渋谷エロギャル軍団・淫乱ドM対決!!（2月5日、GARCON）
- イラマチオin. 脅迫スイートルーム4時間（2月5日、ドリームチケット）
- 知らなきゃ絶対損をする!これが噂の「男の潮吹き」 大沢佑香がもっと男の潮吹き伝授します!（2月5日、ROCKET）
- THE ガチンコプロレズ 潮!潮!潮!そしてロメロ★スペシャル（2月5日、サディスティックヴィレッジ）
- 美乳ギャル輪姦 4時間（2月10日、ラストラス）
- アナル中出し22連発 女子校生 大沢佑香（2月13日、カルマ）
- 夢のメイド御殿3（2月13日、MOODYZ）
- おちんちんから潮を大量に噴かせるスゴ技 SPECIAL（2月19日、SODクリエイト）
- アイエナジー2008年度下半期作品集（2月19日、アイエナジー）
- CROSSレズビアン乱交プレイ作品集4時間 （2月19日、CROSS）
- オナニー・パラノイア 大沢佑香（2月19日、ドグマ）
- 恥汁垂れ流し S級超絶振動アクメ（2月19日、アイエナジー）
- 全部で12種類 コスプレだけで4時間（2月19日、ディープス）
- スーパー潮吹き14人（2月19日、桃太郎映像出版）
- ゴックンドリーム 大沢佑香（3月1日、MOODYZ）
- Love Collection 866 マシュマロピンク 1 大沢佑香（3月1日、PINK CLOVER）
- エンドレスレズビアン（3月1日、ワンズファクトリー）
- 超人気女優26人!!特選痴女FUCK4時間（3月1日、MOODYZ）
- 女教師 中出し20連発　大沢佑香（3月5日、アイエナジー）
- LADY×LADY2周年大乱交BEST（3月5日、LADYxLADY）
- 女教師集団中出し痴漢バス　大沢佑香（3月13日、マルクス兄弟）
- 手コキ&口淫で連続強制2回出し（3月13日、マルクス兄弟）
- 私、アナルでしかイケないの!!絶頂アナルFUCK4時間（3月13日、MOODYZ）
- KUKIピンクファイル あのピンクファイルで魅せる! 大沢佑香 2nd（3月13日、KUKI）
- 女子校生拉致監禁陵辱記録（3月19日、グレイズ）※「大西亜美」名義
- 人気女優たちの喘ぎまくりイキまくり本気潮吹きまくりの超恥ずかしすぎる自慰全てお見せします!!（3月19日、ALL TO ONE）
- 限界ギリギリの公開羞恥に挑む!!超人気女優がリモコンバイブ&野外露出で公衆の面前で周囲も気にせずイキまくり!!（3月19日、SODクリエイト）
- ちんぐり返しアナル舐め手コキ2（3月19日、YeLLOW）
- チンポコ・マグニチュード ボッキ・チンポコ 男だって潮吹きアクメ 大沢佑香（3月19日、ドグマ）
- レズ姉妹SP（3月20日、アウダースジャパン）
- M家の新妻 変態洗礼 大沢佑香（3月27日、ビーエムドットスリー）
- W真性中出し（4月1日、MOODYZ）
- 街で噂の中出し治療ができる性交クリニック4時間（4月1日、ワンズファクトリー）
- シチュエーションドラマ催眠 3（4月3日、アウダースジャパン）
- サディスペディア2008 サディスティックヴィレッジ下半期作品集（4月4日、サディスティックヴィレッジ）
- イッてイッて潮まみれ 潮!潮!潮!4時間SPECIAL 13人270分 10000リットル!?（4月4日、サディスティックヴィレッジ）
- 真正中出しの絶対アングル 2穴アナル真正中出し!!×パイパン 大沢佑香（4月7日、みるきぃぷりん♪）
- スレンダー美脚のギリギリ露出 12人（4月13日、マルクス兄弟）
- お兄ちゃん、お口で気持ち良くしてあげるね。（4月13日、マルクス兄弟）
- 少年レイプ団 VS 大沢佑香（4月16日、グローリークエスト）
- Best of 大沢佑香（4月17日、アウダースジャパン）
- 大沢佑香ちゃん、浜崎りおちゃん、イジラレ屋台の中で潮吹きながらホットドッグ売ってきてくれませんか!? 〜IN渋谷〜（4月18日、SODクリエイト）
- SOFT ON DEMAND 108人斬り 8時間（4月18日、SODクリエイト）
- 超プレミアム・コレクション引退記念BEST小坂めぐる作品集5時間DX（4月18日、ROCKET）
- 超人気女優 ガチンコ3P 20人（4月19日、桃太郎映像出版）
- 巨乳コギャルズパイパンBEST（4月19日、YeLLOW）
- 制服H 女子校生FILE50人4時間（5月1日、ワンズファクトリー）
- 大沢佑香式早漏チ○ポ強化合宿（5月7日、アキノリ）
- 2008年下半期 プレミアム傑作選（5月7日、プレミアム）
- ドロっと真正ナマ中出し! ナマ!ナマ!ナマ!ザーメン100リットル作品集!黒人も白人も!（5月7日、サディスティックヴィレッジ）
- 2本挿し マンドリルファッカー 大沢佑香（5月7日、ナチュラルハイ）
- 揉み責め×乳イキ×敏感乳房（5月13日、マルクス兄弟）
- 吹き上がる潮の宴!!絶頂潮吹き大乱交ベスト4時間（5月13日、MOODYZ）
- 大勃起4時間（5月19日、桃太郎映像出版）
- ゴックン美女大全集（5月19日、エムズビデオグループ）
- 超過激サンドイッチファック15人（5月19日、桃太郎映像出版）
- 潮吹き・Mドラッグ 大沢佑香（5月19日、ドグマ）
- ダブル潮吹き大量噴射レズビアン（5月19日、アンナと花子）
- 制服美人お姉さん26人の、濃厚スペルマごっくん手コキ240分!（5月19日、ROOKIE）
- アクメ自転車がイクッ!! アクメ第5形態 潮吹きQueen大沢佑香vsおっぱいQueen浜崎りお 〜W女王対決編〜（5月21日、SODクリエイト）
- h.m.p人気女優 フェラチオギガMix 4時間（5月21日、h.m.p）
- 極悪非道なザーメンマニアの勝手なリクエストと大量精子を大沢佑香がぜ〜んぶ笑顔で飲みこんでお応えしました!!（5月21日、クリエイト）
- 巨乳女子高生♡BEST 4時間 20人（5月22日、ビッグモール）
- プラチナ公式 BESTセレクションVOL.2（5月25日、FAプロ・プラチナ）
- CAN CAN GALS（5月29日、ピエロ）
- 集団ポルチオ大乱交6時間（6月1日、MOODYZ）
- ザーメン中出し凌辱教育実習生 大沢佑香（6月1日、ワンズファクトリー）
- W痴女の連続搾精ノンストップ4時間（6月1日、ワンズファクトリー）
- 美 おしり 20人（6月7日、桃太郎映像出版）
- MOODYZ超豪華
- 触手アクメ 7 大沢佑香 絶頂潮吹きアナル中出し編（6月18日、SODクリエイト）
- 見世物死刑劇場-final- 史上最も絶頂に達した凌辱 アクメの先のカオスへ! 大沢佑香（6月18日、SODクリエイト）
- ROCKET2009 上半期総集編（6月18日、ROCKET）
- マジックミラー号 逆ナンパ 激烈ボディ 横浜みなとみらい編（6月18日、ディープス）
- 大沢佑香が死んじゃいました!（6月18日、アキノリ）
- 拘束椅子Lbian 大沢佑香 小澤マリア（6月19日、ドグマ）
- THE AV WORLD SPECIAL 名作の殿堂 シリーズ最高傑作集 SPECIAL BOX 24時間（6月19日、ROOKIE）
- M’s2008年下半期総集編（6月19日、エムズビデオグループ）
- エクスタシー イカセ50人絶頂4時間（6月19日、ケイ・エム・プロデュース）
- 淫乱ダブル美人ニューハーフと潮吹きファッカー大沢佑香（6月19日、CROSS）
- SEX魅シュラン4時間 vol.3（6月21日、h.m.p）
- MOODYZ 2009年1月〜4月作品集 4時間（7月1日、MOODYZ）
- 全身リップサービス20人4時間（7月1日、ワンズファクトリー）
- みるスポ!×テラちんぽ×9連続真正中出し　大沢佑香（7月7日、みるきぃぷりん♪）
- BEST OF PREMIUM 2008（7月7日、プレミアム）
- ホームレスJAPAN無制限生中出し 路上生活者軍団vs大沢佑香（7月9日、アイエナジー）
- 極 マシンバイブ拷問!贄二 アナルWマシンバイブ（7月9日、サディスティックヴィレッジ）
- 超人気女優のイキまくりSEX4時間（7月13日、MOODYZ）
- REAL SPECIAL BEST ヌキサシばっちり100人8時間（7月17日、レアルワークス）
- これが本当の鬼イカセだ！ 鬼イカセ拘束椅子編（7月17日、ケイ・エム・プロデュース）
- 痴女の性欲 エンドレスザーメン 大沢佑香（7月19日、ドグマ）
- プラチナオフィシャルDVDカタログ（7月19日、FAプロ・プラチナ）
- コギャル＆美少女パイパン4時間（7月19日、YeLLOW）
- 飲みたがるオクチとマンコBEST（7月19日、エムズビデオグループ）
- 大沢佑香ちゃん タオル一枚男湯入ってみませんか?超（スーパー）HARD（7月23日、SODクリエイト）
- 清純美少女を陵辱して変わり果てさせてみませんか?4時間（7月25日、ビッグモーカル）
- EX オフィスレディ 完全中出し 4時間SPECIAL 2（7月25日、ビッグモーカル）※「佑香」名義
- やめて!女教師集団レイプ（8月1日、ワンズファクトリー）
- ワンズファクトリー 100タイトル 100番勝負 8時間（8月1日、ワンズファクトリー）
- 競泳水着脚コキ イカせるまでイっちゃダメ!!（8月1日、ワンズファクトリー）
- 大沢佑香過激7タイトル ベストセレクション（8月6日、ナチュラルハイ）
- 大沢佑香 〜ぜんぶあげちゃう。〜 タヌキかわいい作品集　8時間14タイトル2980円!（8月6日、サディスティックヴィレッジ）
- マスカキ専用DVD4時間（8月7日、桃太郎映像出版）
- 15穴同時発射（8月7日、桃太郎映像出版）
- 催眠ドキュメント program：狂（8月7日、アウダースジャパン）
- フェラチオ100人8時間（8月13日、MOODYZ）
- 真性2穴FUCK!特選女優12人4時間（8月13日、MOODYZ）
- S1 SPECIAL BOX S1 GREATEST GIRLS 100人12時間（8月19日、エスワンナンバーワンスタイル）
- 2穴メガFUCK4時間 （8月19日、エムズビデオグループ）
- ペニバンFUCKレズ総集編4時間 Ⅱ（8月19日、CROSS）
- キング・オブ・ゲロ VOMIT ENDLESS ECSTASY 〜AV史上初、豪華10人の美女たちの狂乱のゲロの宴〜（8月19日、ドグマ）
- 女優ベスト 大沢佑香（8月19日、ドグマ）
- M男S女 女性上位おまかせ4時間（8月21日、ビデオバンク）
- ベストヒットダスッ!8時間 Vol.2（8月25日、ダスッ!）
- KUKIピンクファイル あのピンクファイルで魅せる! 大沢佑香 3rd（8月28日、KUKI）
- 排泄まる見え!浣腸BEST8時間!!（9月1日、V(ヴィ)）
- 究極サンドイッチFUCKスペシャル 大沢佑香（9月1日、MOODYZ）
- 潮吹きも抜き挿しも丸見え!人気女優のパイパンSEX4時間（9月1日、MOODYZ）
- MOODYZ2009年上半期BEST100タイトル8時間（9月1日、MOODYZ）
- 大量ゴックン精飲三昧ノンストップ4時間（9月1日、ワンズファクトリー）
- ズボ入れマジイキ バイブオナニー（9月1日、ワンズファクトリー）
- サディスペディア2009 サディスティックヴィレッジ2周年記念作品集（9月5日、サディスティックヴィレッジ）
- 大沢佑香 作品集5時間DX（9月5日、ROCKET）
- S級女優たちがアナタをお出迎え♥パコパコマンション4時間（9月7日、エスワンナンバーワンスタイル）
- 真正中出しの絶対アングル 総計27発!完全真正中出しSEX!（9月7日、みるきぃぷりん♪）
- どスケベ女たちの潮吹きとSEX4時間（9月13日、MOODYZ）
- 大沢佑香BEST作品集（9月19日、CROSS）
- レズビアンベストクンニリングス総集編（9月19日、アンナと花子）
- M’s人気女優総集編（9月19日、エムズビデオグループ）
- 騎りグセ　8人騎乗位FUCK（9月20日、プリモ）
- これが本当の鬼イカセだ! 壮絶イラマチオ編（9月25日、ケイ・エム・プロデュース）
- 大量潮吹き絶頂エクスタシー20人4時間（10月1日、ワンズファクトリー）
- V総集編2008 スペシャルDVD8時間 9月〜12月（10月1日、V(ヴィ)）
- アナルでイキまくる肛門女8時間（10月1日、MOODYZ）
- モザイク一切無し!!ぼくの子宮スーパーコンピレーション vol.9 （10月7日、グリッターフィルムズ）
- 今夜のおかず専用DVD 四時間 シチュエーション編（10月7日、桃太郎映像出版）
- 2009年上半期BEST10 SOD企画編（10月8日、SODクリエイト）
- 妄想おもらし三昧 永久保存版 おもらし11人65発（10月13日、AVS）
- 5周年特別企画 KARMA大全集 歴代売上げ BEST HIT 50 2004-2009（10月13日、カルマ）
- 特選!超人気女優のゴックンとSEX4時間（10月13日、MOODYZ）
- 同性接吻 2 濃密レズキスづくし（10月16日、レディース・ルーム）
- コスプレ24人4時間（10月19日、YeLLOW）
- CROSSレズいぢめベスト4時間（10月19日、CROSS）
- 小便ぶっかけ飲尿4時間 総勢15名（10月19日、エムズビデオグループ）
- 失禁Bomb! 4時間（10月21日、ビデオバンク）
- アイエナジー2009年度上半期作品集（10月22日、アイエナジー）
- Red Hot Jam Vol.113 Special Box Vol.2（10月23日、スカイハイエンターテインメント）
- チンコをくわえると、黒木メ○サ激似のディープ・スロート痴女がアヘ顔でビックンビックン痙攣して目が飛ぶくらい、エロい女達5人との、秘め事。（10月23日、映）
- MOODYZ 2009年5月〜8月作品集 全120タイトル 4時間（11月1日、MOODYZ）
- 超絶頂エクスタシーベスト！大量放尿＆大量潮吹きアクメ!50人8時間コレクション（11月1日、ワンズファクトリー）
- S1 5周年記念16時間スペシャル WHITE（11月7日、エスワン ナンバーワンスタイル）
- S1 5周年記念16時間スペシャル RED（11月7日、エスワン ナンバーワンスタイル）
- 30人の極上美女のベロチュ〜接吻！（11月13日、マルクス兄弟）
- 109 GALS BEST 2 （11月13日、アリスJAPAN） ※「YUUKA」名義
- これが本当の鬼イカセだ! 大絶頂潮吹き編。（11月20日、ケイ・エム・プロデュース）
- CRYSTAL THE BEST 2009 vol.5（11月20日、クリスタル映像）
- 全部、見せます。 大沢佑香 全作品×全本番（11月27日、KUKI）
- 真性中出し8時間（12月1日、MOODYZ）
- 2009年度Ifrit作品集（12月5日、イフリート）
- SOD年鑑 2009年第3期（7月〜9月）作品集（12月5日、SODクリエイト）
- SOFT ON DEMAND 2004年〜2009年 BEST50 企画編（12月5日、SODクリエイト）
- 21穴同時発射（12月7日、桃太郎映像出版）
- アマロリ姫のHなお遊び9姫4時間SP（12月8日、グリッターフィルムズ）
- マルクス兄弟ベストセレクション50タイトル4時間（12月13日、マルクス兄弟）
- 気が狂うほどイカせて!絶叫アクメ50連発4時間（12月13日、MOODYZ）
- 痴女!ド痴女!痴女集団に囲まれる! ハーレム大乱交4時間（12月13日、MOODYZ）
- 誘惑痴女17人4時間（12月19日、YeLLOW）
- レズ潮吹き総集編ベスト4時間（12月19日、CROSS）
- MVG100タイトル8時間（12月19日、エムズビデオグループ）
- 裸の大陸リミックス 「人気女優VS野蛮原住民」4時間特番スペシャル（12月19日、ナチュラルハイ）
- ぜんぶかわいい! 大沢佑香（12月19日、みるきぃぷりん♪）
- ダスッ!マキシマムベスト（12月25日、ダスッ!）
- 強制フェラ・イラマチオBest4時間（12月25日、ダスッ!）

- マンずりオナニー中毒8時間50人（1月1日、MOODYZ）
- 指と掌の巧みな動きで絶頂に誘う!手コキ4時間（1月1日、MOODYZ）
- 丸見えパイパンFUCK 20人4時間（1月1日、ワンズファクトリー）
- SOFT ON DEMAND 女子校生108人斬り（1月7日、SODクリエイト）
- ノンストップ 潮吹き 300リットル（1月7日、桃太郎映像出版）
- キモ男に犯された美女たち 4時間（1月13日、マルクス兄弟）
- ヌキどころ一気に見せます! KARMA 総集編　vol.9（1月13日、カルマ）
- 逆3PBEST4時間（1月13日、MOODYZ）
- 巨乳レズ32人4時間（1月19日、YeLLOW）
- ミスターインパクト作品集 1（1月19日、ミスター・インパクト）
- ディルド・オナニー ベストコレクション vol.2（1月19日、ドグマ）
- e-kiss THE BEST 8時間（1月22日、クリスタル映像）
- 強制のど奉仕 悶絶イラマチオ20人4時間（2月1日、ワンズファクトリー）
- 美脚痴女完全足コキ射精!23人4時間（2月1日、ワンズファクトリー）
- SEX ONLY 大沢佑香（2月1日、ワンズファクトリー）
- 怒濤アナルFUCK4時間（2月1日、MOODYZ）
- 美少女拷問!マシンバイブ陵辱姦スペシャル!! 11人270分（2月4日、サディスティックヴィレッジ）
- S1 SPECIAL BOX S1 GREATEST GIRLS 100人12時間 2（2月7日、エスワンナンバーワンスタイル）
- 極上!チンチン摩擦騎乗位FUCK4時間（2月7日、エスワン ナンバーワンスタイル）
- 極楽ちんぽイジメ 手コキ4時間DX（2月13日、マルクス兄弟）
- 美少女羞恥 放尿、潮吹きマシンパンツスペシャル!!（2月18日、サディスティックヴィレッジ）
- アイエナジー2009年度下半期作品集（2月18日、アイエナジー）
- NON STOP ORGASM ポルチオエンドルフィン THE BEST 女体開発（2月19日、クリスタル映像）
- 痴女クリニック the ベスト 4時間（2月19日、マルクス兄弟）
- CROSS凌辱ベスト作品集4時間（2月19日、CROSS）
- S級素人ギャルCLIMAX　素娘ハメまくり8時間（2月19日、エクストリージョン）
- Mドラッグ・スペシャル 女体肉便器ベスト vol.3（2月19日、ドグマ）
- ダスッ!3周年記念全100タイトル一挙公開凌辱の祭典8時間特別版（2月25日、ダスッ！）
- 美人OLの激しすぎるFUCK!4時間（2月25日、プラネットプラス）
- Lesbian Life Best Collection I　レズビアンライフ　ベストコレクション（2月26日、U＆K）
- 10th ANNIVERSARY 女優 BEST（3月1日、ワンズファクトリー）
- 最高の騎乗位 激腰振りノンストップ4時間（3月1日、ワンズファクトリー）
- MOODYZ 2009年9月〜12月作品集全115タイトル4時間（3月1日、MOODYZ）
- 連続2回発射するまで許しません!（3月1日、ワンズファクトリー）
- 知らなきゃ絶対損をする! これが噂の男の潮吹き伝授します!総集編5時間DX（3月4日、ROCKET）
- サディスペディア2009 下半期作品集（3月4日、サディスティックヴィレッジ）
- KARMA厳選!イカされまくり中出しセックス!超豪華 BEST8時間（3月13日、カルマ）
- CROSS集団レズビアン4時間ベストコレクション（3月19日、CROSS）
- ALL KENASHI BEST4800秒（3月25日、みるきぃぷりん♪）
- 女子校生凌辱日記 HAPPY FISH 08（4月1日、ワンズファクトリー）
- 今日、私は不倫します。（4月1日、ワンズファクトリー）
- MOODYZ2009年下半期BEST100タイトル8時間（4月1日、MOODYZ）
- ゴックン美女だらけの4時間SPECIAL（4月1日、MOODYZ）
- アクメ自転車がイクッ!! 華麗なる潮吹き戦歴の全て（4月6日、SODクリエイト）
- ハメ潮! 11人 チンポをハメながら潮を吹く美女たち（4月7日、桃太郎映像出版）
- 15穴同時発射 プレミアム・セレクション（4月7日、桃太郎映像出版）
- 何度も潮吹きしながらイキまくる女のSEX4時間（4月13日、MOODYZ）
- 厳選中出し50連発4時間（4月13日、MOODYZ）
- 犯られまくる従順メイド4時間（4月13日、MOODYZ）
- 大沢佑香のものすごいハードプレイ8時間ベスト（4月13日、MOODYZ）
- みるきぃぷりん♪ウルトラベスト（4月13日、みるきぃぷりん♪）
- チンポコ・マグニチュード 男の潮吹きベスト（4月19日、ドグマ）
- 手コキでベロちゅ〜48人（4月19日、YeLLOW）
- アンナと花子1年間のレズ作品一挙大公開4時間ベスト（4月19日、アンナと花子）
- CROSSアナル作品集ベスト4時間（4月19日、CROSS）
- S1コスプレ祭り100連発8時間（4月19日、エスワン ナンバーワンスタイル）
- 剃って飲ませてナマでして S級女優のハードプレイ4時間（4月19日、エスワン ナンバーワンスタイル）
- ROCKET2周年記念スペシャルDVD15時間4枚組全作品159タイトル収録永久保存版（4月22日、ROCKET）
- 四つん這いバック80人4時間（5月1日、MOODYZ）
- 女教師100人8時間（5月1日、MOODYZ）
- アツく激しく中でイカせて4時間（5月7日、エスワン ナンバーワンスタイル）
- Mega-8時間まるまるローライズ短パン露出デート（5月13日、マルクス兄弟）
- 働く女の子のSEX事情vol.3 ナース編（5月19日、ドグマ）
- hmpがお贈りする僕の妹アイドル たっぷり100人12時間（5月21日、ビデオバンク）
- 悶絶張り型オナニーズボ入れノンストップ4時間（6月1日、ワンズファクトリー）
- アナルとマ●コに同時挿入 全部まるごと2穴FUCK20名4時間（6月1日、MOODYZ）
- 丸見え全開!!モザイク一切無し!!ぼくの子宮 ぱっくりマンコ!! どアップSP 6姫4時間SP（6月1日、グリッターフィルムズ）
- 3P×5 女子10人2時間45分乱れっぱなし!SPECIAL No.10（6月4日、ゴーゴーズ）
- クリ勃起責め 潮吹き噴射ベスト（6月19日、ドグマ）
- クリスタル映像25年史 女優編8時間（6月25日、クリスタル映像）
- びっくり潮吹き人間大集合（6月25日、しのだプロジェクト）
- いい女のフェチ特盛 4時間（7月1日、ワンズファクトリー）
- 悶絶ボイン揉みまくり（7月1日、ワンズファクトリー）
- 職場でまわされた女たち 強制中出しレイプ（7月1日、ワンズファクトリー）
- 2010 The First Half SELECTION（7月2日、ゴーゴーズ）
- 生イラマ! 26人 中出し口レイプ生イラマチオ（7月7日、桃太郎映像出版）
- 東京FUNKYギャルSPコレクション1　4時間（7月16日、ピエロ）
- どロリ（7月19日、ROOKIE）
- 大連続絶頂!S級女優狂い泣きアクメ4時間（7月19日、エスワン ナンバーワンスタイル）
- ぜんぶ私のヨダレでキレイにしてあげる。。。佑香の淫語フェラ （7月31日、ドグマ）
- メガチンポ 絶叫失神18人!突かれるたびに子宮がジンジンしちゃう（8月7日、桃太郎映像出版 ）
- M女全集（8月19日、ドグマ）
- 調教レズビアン4時間スペシャル（8月19日、CROSS）
- S1 SPECIAL BOX S1 GREATEST GIRLS 100人12時間 3（8月19日、エスワン ナンバーワンスタイル）
- Love Les Bathroom’s-レズバスルームから愛を込めて（8月27日、LADIES♀ROOM）
- 絶頂 潮吹きアクメ 20人240分（9月1日、ワンズファクトリー）
- スーパーフェラチオBomb！8時間（9月3日、ビデオバンク）
- 27穴同時発射 完全版（9月7日、桃太郎映像出版）
- 無限アクメ潮吹きシャワー40人 4時間（9月13日、マルクス兄弟）
- レズガチンコSP 大増量版 4（9月17日、アウダースジャパン）
- これが本当の鬼イカセだ!鬼イカセ拘束責めBEST10（9月24日、レアルワークス）
- ムーディーズ特選 ごっくん1，000連発！！（10月1日、MOODYZ）
- 僕の妹のフェラチオは最高に気持ちイイ（10月1日、ワンズファクトリー）
- V 4周年記念DVDカタログ ほぼ300タイトル全部見せます!!（10月1日、V(ヴィ)）
- 制服エロっ娘☆美少女パラダイス！！ 9姫4時間SP（10月1日、グリッターフィルムズ）
- 全穴を掻き回され大昇天!42穴輪姦4時間（10月13日、MOODYZ）
- インテリ女教師は痴漢バスで犯される。（10月13日、マルクス兄弟）
- 発情オナニーベスト（10月19日、ドグマ）
- サディスティックヴィレッジ陵辱カウントダウンBest100（11月4日、サディスティックヴィレッジ）
- スーパーど痴女Bomb!8時間（11月5日、ビデオバンク）
- スーパーBomb!総集編ベスト8時間（11月5日、ビデオバンク）
- ハーフ&クォーター 日本人離れしたイヤラシイSEX（11月7日、桃太郎映像出版）
- 絶叫映像4時間（11月7日、エスワンナンバーワンスタイル）
- ローライズ短パン・ショップ露出セックス（11月13日、マルクス兄弟）
- 決壊アクメ!潮吹き100人4時間（12月1日、MOODYZ）
- Mega-8時間　まるまる絶対中出し出来る痴女クリニック（12月13日、マルクス兄弟）
- 肛門激情アクメ!アナルFUCK4時間（12月13日、MOODYZ）
- 黒人旋風サディスティックヴィレッジBLACK FUCK総集編（12月23日、サディスティックヴィレッジ）

- 窒息寸前 イラマチオ調教 20人4時間（1月1日、ワンズファクトリー）
- ノンストップ 潮吹き 400リットル（1月7日、桃太郎映像出版）
- 大沢佑香の鼻フック羞恥責め（1月7日、ドグマ）
- 完全永久保存版 SOFT ON DEMAND Presents THE 騎乗位（1月8日、SODクリエイト）
- 究極の妄想発明シリーズ 時間が止まる腕時計10時間2枚組総集編（1月8日、ロケット）
- 僕らは、お腹いっぱいになるまで騎乗位を楽しみたい!（1月13日、マルクス兄弟）
- 特選美少女20人!厳選本気印セックス4時間!（1月13日、MOODYZ）
- 手コキでベロちゅ〜100人!8時間BEST（1月19日、YeLLOW）
- 超人気女優・超ボリューム・超ハード2穴FUCK150作品16時間（1月19日、ROOKIE）
- MVG5周年コンプリートBOX シルバー（1月19日、エムズビデオグループ）
- ハイパー鬼イカセ 大沢佑香 Blu-ray Special（1月28日、ケイ・エム・プロデュース）
- シワまでくっきり!尻穴丸見えアングル 30人4時間（2月1日、ワンズファクトリー）
- 極選オナニー48（2月4日、ビデオバンク）
- 知らなきゃ絶対損をする これが噂の男の潮吹き伝授します10時間総集編（2月5日、ROCKET）
- レジェンド オブ エスワン8時間（2月7日、エスワン ナンバーワンスタイル）
- あの女優の初SEX特集盤!（2月11日、KUKI）
- 鬼乱交 死力をつくす輪姦祭りに狂ったように大悶絶!!（2月11日、ケイ・エム・プロデュース）
- MOODYZハードプレイ150連発12時間!（2月13日、MOODYZ）
- バックで犯す100人4時間2（2月19日、エスワン ナンバーワンスタイル）
- 33穴同時発射（3月7日、桃太郎映像出版）
- 東京ガールズファッション4時間SP（3月12日、グリッターフィルムズ）
- 超厳選!48人の丸出しセックス4時間（3月19日、エスワン ナンバーワンスタイル）
- 職場で犯された女10人 ザ・ベスト4時間（3月31日、アテナ映像）
- hmpがお贈りする低身長女優たっぷり100人8時間（4月1日、ビデオバンク）
- びしょ濡れSEXベストセレクション4時間（4月8日、KUKI）
- 丸見え全開!!モザイク一切無し!!東京☆サマーコレクション☆4時間SP（4月20日、グリッターフィルムズ）
- 集団凌辱 中出し121発 15人4時間（5月1日、ワンズファクトリー）
- S1 GREATEST GIRLS 100人12時間 4（5月7日、エスワン ナンバーワンスタイル）
- 大量放水 放尿・失禁・潮吹き 40人4時間（5月15日、ワンズファクトリー）
- 昔の女の指づかい　蕾がとろける四畳半 昭和のエロス（5月19日、大洋図書）
- Dogma 10TH Anniversary イラマチオ全集（5月19日、ドグマ）
- 妹系 女子高生 8時間BEST（5月25日、ビッグモーカル）
- 女教師SEX4時間スペシャル（6月19日、YeLLOW）
- レイプ 100人 素人暴行 BEST8時間（6月25日、ビッグモーカル）
- ものすごい脚コキコレクション メガ盛り60人8時間（7月1日、ワンズファクトリー）
- 女が一番感じる体位! 正常位110連発4時間（7月13日、MOODYZ）
- 電マオナニー20人180分（7月15日、ワンズファクトリー）
- HなHな豆タンク 大沢佑香（7月19日、Tora-Tora-Tora）
- 癒らし 二人だけの大切な時間スペシャル（7月22日、アウダースジャパン）
- Tora-Tora-Tora Evergreen 少女妻（7月23日、Tora-Tora-Tora）
- 厳選女子校生 スク水エッチ　20人4時間（8月1日、ワンズファクトリー）
- 女の射精!!ガマンできないハメ潮4時間（8月5日、ビデオバンク）
- 射精カウントダウン100連発4時間（8月7日、エスワン ナンバーワンスタイル）
- Dogma 10TH Anniversary オナニー・パラノイア全集　ドグマ10周年記念作品（8月19日、ドグマ）
- レイプっぽいのが好き あなたにもできる、陵辱プレイ集 女優編（9月8日、KUKI）
- 厳選100人!100コスチュームFUCK8時間（9月19日、エスワン ナンバーワンスタイル）
- Dogma 10TH Anniversary 交尾全集（9月19日、ドグマ）
- 可愛いクセしてすんげぇエロイ! 美少女アナル50本番（10月1日、MOODYZ）
- 噂の女教師スペシャル 世界一受けたいハレンチ授業 4時間（10月13日、マルクス兄弟）
- もっこりテレビ傑作選8時間 VOL.4（10月19日、もっこりテレビ）
- 怒涛のザーメンシャワー!大量ぶっかけ1500発16時間（10月19日、ROOKIE）
- 癒らし。〜離れたくないほど大好きSP〜（10月21日、アウダースジャパン）
- 中出し女子高生暴行 ブルーレイスペシャル版（10月25日、ビッグモーカル）
- 丸見え全開!!モザイク一切無し!!ぼくの妹 4時間SPECIAL（10月25日、グリッターフィルムズ）小倉みなみ、園原みか、星月まゆら、紅音ほたる、島田香奈、しいないおり、鈴木ありさ、栗田ひろみ、椎名りく、結川るり ※「ゆうか」名義
- 職場で犯された女たち10人 ザ・ベスト4時間 暴れるな!制服が破れるぞ!!（10月28日、アテナ映像）
- 48穴同時発射10時間（11月7日、桃太郎映像出版）
- Mega-8時間 セックスに目覚めた昼下がりの奥様・21人（11月13日、マルクス兄弟）
- ドスケベ痴女大乱交 30人48発240分（11月15日、ワンズファクトリー）
- S1 SPECIAL BOX S1 GREATEST GIRLS 100人12時間 5（11月19日、エスワンナンバーワンスタイル）
- ワンズファクトリー ダークサイド オナニーBEST 4時間（12月1日、ワンズファクトリー）
- 悩殺ボディと極上SEX 80人8時間（12月7日、エスワン ナンバーワンスタイル）
- サディスティックヴィレッジ THEアナル作品集（12月8日、サディスティックヴィレッジ）
- マルクス15thアニバーサリー 人気シリーズ・ベスト50（12月13日、マルクス兄弟）
- YeLLOW 6年間の全作品収録!最初で最後のBEST BOX 325タイトル24時間6枚組（12月19日、YeLLOW）
- Dogma 10TH Anniversary 肉便器全集 女体肉便器・連続強制フェラ・生中出し ドグマ10周年記念作品（12月19日、ドグマ）
- THEガチンコプロレズ ベストバウト作品集（12月22日、サディスティックヴィレッジ）
- ビューティフルレズビアン（12月23日、レディース・ルーム）

- ザーメンを見せ付けるいやらしい舌使いが丸見え!ネバスペ4時間（1月1日、MOODYZ）
- 渇いたカラダ（1月6日、グラッソ）
- ノンストップ 潮吹き 500リットル　我慢できない快楽にぶっ放す絶頂シャワー!（1月7日、桃太郎映像出版）
- AV30年史 1 不朽の名作シリーズ（1月7日、オールアダルトジャパン）
- 新春エスワン姫初め！美女100人とセックス8時間（1月7日、エスワン ナンバーワンスタイル）
- 腰砕けハードピストンFUCK 4時間 2（1月7日、エスワン ナンバーワンスタイル）
- MOODYZ 歴代セールスTOP50作品 中出し編（1月13日、MOODYZ）
- THE 放尿・失禁 44人4時間（1月15日、ワンズファクトリー）
- 美少女2穴FUCKヌキ所チョイス4時間（1月19日、エムズビデオグループ）
- 珠玉の恋人 大沢佑香（1月25日、オーロラプロジェクト・アネックス）
- 愛玩少女 肉欲と純愛（1月31日、コンマビジョン）
- 射精後も最後の1滴まで精液搾り取る！すんごいお掃除フェラ101連発!!（2月1日、MOODYZ）
- MOODYZ歴代セールスTOP50作品 美少女編（2月1日、MOODYZ）
- 女教師in 朝まで密室調教性交4時間（2月5日、ドリームチケット）
- ギリモザ100本番Special 12時間（2月7日、エスワン ナンバーワンスタイル）
- AVオールスター100人の女子校生制服別コンプリートコレクション 4時間（2月12日、KUKI）
- ダスッ!5周年記念16時間BEST（2月25日、ダスッ!）
- オイルボディFUCK4時間（3月7日、エスワン ナンバーワンスタイル）
- 厳選100人!100コスチュームFUCK8時間 2（3月7日、エスワン ナンバーワンスタイル）
- メガネが似合うエロカワ娘 50人4時間（3月13日、マルクス兄弟）
- 美少女だらけのゴックン祭り 147連発（3月13日、MOODYZ）
- 2穴ズボズボ!!イキまくる89穴!（3月13日、MOODYZ）
- AV女優100人 2 伝説＆現役のトップ女優たち（3月13日、オールアダルトジャパン）
- ゴックン美少女大全集（3月19日、エムズビデオグループ）
- CROSSニューハーフ全作品コンプリートBOX（3月19日、CROSS）
- アナウンサーの誰かに似てる!!（3月23日、Shiroto）
- 撮影中にガチで泣いちゃった女の子 4時間（4月1日、MOODYZ）
- 100人8時間 イキまくった絶頂美女たち（4月13日、ケイ・エム・プロデュース）
- ナマだけしか感じない!80人のナマ姦好き奥様に中出し射精!8時間（4月13日、マルクス兄弟）
- パイパン・すじマンコレクション 20人4時間（4月15日、ワンズファクトリー）
- 飲みたがるオクチとマンコBEST 8時間（4月19日、エムズビデオグループ）
- 贅沢極上女優を独り占め!! 逆3P 23本番（5月1日、MOODYZ）
- ワンズファクトリーマニアコレクション 露出デートBEST 4時間（5月1日、ワンズファクトリー）
- 団地妻の憂い 完全保存版（5月10日、アイエナジー）
- AVデビューの殿堂 【初めての羞じらいセックス】（5月13日、オールアダルトジャパン）
- 働くオンナの魅惑なレズビアン（5月19日、アンナと花子）
- 連続挿入!連続射精!（6月1日、MOODYZ）
- 乳首の弱いカノジョと僕が、互いに乳首を責めあいました。 BEST THE 4時間（6月8日、ワープエンタテインメント）
- 非日常的悶絶遊戯CompleteBOX 十一幕 【第九十一章〜九十五章】（6月9日、AVS）
- 街で見かけたウブカワ娘 知らないおじさんが声を掛けても親切に応えてくれる素人娘はヤレる!4時間（6月10日、ブリット）
- AV女優☆人気投票 〜みんなが選んだAV30年オールタイムベスト女優48人〜（6月13日、オールアダルトジャパン）
- S級メーカーから移籍した美少女のM’s流ザーメン漬けベスト（6月19日、エムズビデオグループ）
- S1 SPECIAL BOX S1 GREATEST GIRLS 100人12時間 6 （6月19日、エスワンナンバーワンスタイル）
- 治まらない性欲!実録!思わず2回発射しちゃうくらい気持ちいいSEX特集!!（6月22日、ボリューミー）
- 悶絶浣腸全作品コンプリートBOX16時間（6月25日、ダスッ!）
- 特濃ザーメンすんごい舌上発射200連発（7月1日、MOODYZ）
- レズビアン 禁断の悦楽 ブルーレイスペシャル版（7月25日、ビッグモーカル）
- 美少女佑香を気が狂うまで逝かせ尽くせ！（7月29日、トリプルエックス）
- チンポハメられると気持ち良すぎてお潮ががまんできない!!（8月1日、ワンズファクトリー）
- チ○ポで突かれて飛び散るハメ潮4時間（8月1日、MOODYZ）
- 究極サンドイッチFUCKスペシャルBEST 〜Vol.1〜 10見所チョイス 8時間〜（8月1日、MOODYZ）
- 搭乗型超大型マシンバイブの世界（8月9日、サディスティックヴィレッジ）
- ROCKET2穴・アナルSEX作品集5時間DX1（8月9日、ロケット）
- 【AV30】AV30記念 クリスタル映像 THE BEST 100人8時間SP（8月13日、クリスタル映像）
- 【AV30】腰をカクカク動かしながら気持ち良さそうに絶頂する女!（8月13日、アンナと花子）
- 【AV30】祝AV30周年3穴ごっくん!中出し27発・アナル28発・ごっくん29発　全発最狂8時間（8月13日、エムズビデオグループ）
- 強烈バック2穴ファック〜2穴の中でもアナル激掘り編集Ver.〜（8月19日、エムズビデオグループ）
- クリスタル大感謝祭 とことん見せます 16時間200連発!!（8月24日、クリスタル映像）
- 射精直前の気持ち良いピストン103連発（9月1日、MOODYZ）
- ちびっこスタイル SUPER★STARS 8時間（9月7日、h.m.p）
- 至高のお掃除ふぇら30人4時間（9月13日、マルクス兄弟）
- 男汁を搾り出す極テク手コキ女優 60人8時間（9月13日、マルクス兄弟）
- 桃太郎アウトレットDVD 3穴同時挿入 5時間43分（10月7日、桃太郎映像出版）
- 放尿&失禁110人8時間 大量の放水に注意報発令!!（10月13日、マルクス兄弟）
- 顔騎圧迫 女尻で圧迫、男は自コキ! 怒濤の二十四人六時間半（10月22日、実録出版）
- あの頃は可愛かった大沢佑香の首絞め（10月25日、幻奇）
- Tora-Tora-Tora Evergreen あの娘をペットにしたくって 大沢佑香（11月5日、Tora-Tora-Tora）
- 有名女優も女子校生も未亡人もドM女も浣腸されるときゃ皆同じ 浣腸プレイばっかり8時間集めちゃいました（11月19日、CROSS）
- Tora-Tora-Tora Evergreen　HENTAI LOVERS 大沢佑香（11月23日、Tora-Tora-Tora）
- ノンストップ48手 寝バック編（12月7日、エイチエムピー）
- マルクス美脚女優100人8時間（12月13日、マルクス兄弟）
- 貴方の為の感情移入しやすい丁寧なごっくん（12月13日、MOODYZ）
- アイドル女優33人の初エッチ KUKIのデビューシリーズ 初花-hatsuhana- まとめ8時間（12月14日、KUKI）
- レズベストの名品!求め合うレズビアン100SEX 24時間（12月19日、ROOKIE）
- メイドのススメ 1 まあや＆佑香（12月23日、Pinky）※「佑香」名義
- メイドのススメ 2（12月23日、Pinky）　※「佑香」名義

- 下着に縄目　大沢佑香（1月3日、Tora-Tora-Tora）
- Goo Collection 若妻アバンチュール　大沢佑香（1月6日、Tora-Tora-Tora）
- 後背位が好きすぎる制作スタッフが選ぶ、アイドル女優のバックハメ 抜きどころ100連発8時間（1月11日、KUKI）
- 美アナル舌を入れて舐めたくなるほど綺麗なアナルでSEX16時間（1月19日、ROOKIE）
- 鼻フック全集 Vol.1 （1月19日、ドグマ）
- 妹★パラダイス 50人4時間（1月25日、マルクス兄弟）
- S1プレイバック8時間 2006年 Edition（2月7日、エスワン ナンバーワンスタイル）
- S1 24時間!! S級アイドル全員大集合スペシャル!!（2月19日、エスワン ナンバーワンスタイル）
- ど・淫乱 ど・すけべ ど・変態 心の底からエロオーラ全開SEX16時間（2月19日、ROOKIE）
- スペルマ口淫射精50人4時間（2月25日、マルクス兄弟）
- 池島ゆたか Archives 厳選30作品集 奪う女 中出しの誘惑（2月27日、オルスタックソフト販売）
- もの凄い淫乱痴女30人4時間（3月13日、マルクス兄弟）
- 美人が多い国×日本人の間に生まれたハーフ＆クォーターザ・ワールドSEX16時間（3月19日、ROOKIE）
- BEST HiT CRYSTAL ポルチオエンドルフィン 8時間 性獣狂宴（3月22日、クリスタル映像）
- 池島ゆたか Archives 厳選30作品集　痴女教師 またがり飲む（3月28日、オルスタックソフト販売）
- 強引な痴女お姉さんに むりやり膣内射精を強要された僕。（4月1日、MOODYZ）
- 媚薬キメ逝きBEST（4月1日、ワンズファクトリー）
- キモメンに犯される33人の美女 8時間（4月13日、マルクス兄弟）
- KARMA 中出しFUCK 540連発! COMPLETE BOX 8時間（4月13日、カルマ）
- マジ美人なのにオシッコ飲みまくり マゾ飲尿飲みながらグチョ濡れ8時間（4月19日、エムズビデオグループ）
- 潮!潮!潮!潮だらけ潮まみれのびちょ濡れSPECIAL8時間 （4月25日、サディスティックヴィレッジ）
- 超高画質100本フェラ抜き8時間（5月1日、MOODYZ）
- 桃太郎アウトレットDVD 3穴同時挿入　12時間00分（5月7日、桃太郎映像出版）
- ぱっくりマンコ☆どアップズーム!! 剃毛ツルツル女子校生☆ 只今神待ち中 4時間SP（5月11日、グリッターフィルムズ）※「ゆうか」名義
- 崩壊するまでイカセまくる絶頂アクメ8時間（5月13日、MOODYZ）
- 極上素人娘CLIMAX猛烈ハメまくり 8時間（5月17日、エクストリージョン）
- Dynamite BEST e-kiss 4枚組16時間（5月24日、クリスタル映像）
- 全裸SEX 100連発 8時間（6月13日、MOODYZ）
- ノーハンドフェラチオ 4時間（6月13日、MOODYZ）
- 女教師凌辱レイプ4時間（6月13日、マルクス兄弟）
- クリスタル傑作選 ポルチオエンドルフィン MEGA-MiX 8時間 催眠セックス編（6月21日、クリスタル映像）
- 大沢佑香8時間（7月1日、ワンズファクトリー）
- 毛の無いマ○コは美しい つるつるパイパン 11タイトル 8時間（7月19日、CROSS）
- 3Pで2本のネットリとしゃぶってくれちゃうイヤラシイ肉体の美少女（7月19日、トリプルエックス）
- 連続大量ガチぶっかけアクメ!70人5時間（8月1日、MOODYZ）
- 贅沢極上女優を独り占め!!逆3P尽くし（8月13日、MOODYZ）
- 白衣の天使が50人!dx8時間（8月25日、マルクス兄弟）
- 舌上発射とゴックン8時間（9月13日、マルクス兄弟）
- エビ反り絶頂イキ40名 8時間（9月13日、MOODYZ）
- M女ゲロマチオ オンリーベスト全集（9月19日、ドグマ）
- 美しき人妻と熟女のパイパン中出しオマ○コ8時間 2（9月25日、マルクス兄弟）
- 女の中に男が1人 極上ハーレム8時間BEST 2（10月7日、プレミアム）
- 変態女の感じすぎて狂っちゃう過激レズビアン8時間（10月19日、アンナと花子）
- 体中で飲み干す!3穴ごっくん!中出し28発・アナル29発・ごっくん30発（10月19日、エムズビデオグループ）
- もっこりテレビ開局5周年記念 ベスト・オブ・もっこりテレビ素人厳選24時間スペシャル（10月19日、もっこりテレビ）
- DILDO FUCK ディルドにまたがる女優たちBEST（10月25日、アロマ企画）
- メコスジ丸見えパイパンSEX4時間（10月25日、マルクス兄弟）
- 大沢佑香コンプリート8時間（10月25日、マルクス兄弟）
- アダルト美少女おもらしFUCK かわゆい娘だけ8時間（11月1日、MOODYZ）
- イク寸前の敏感チ●ポから気持ち良く絞り取るフェラチオ100連発8時間（11月13日、MOODYZ）
- 潮吹きエクスタシーの王道!!ベスト40人!!スペシャル編 5時間（11月19日、ALL TO ONE）
- 恥ずかしい…アナルエッチ8時間（12月13日、MOODYZ）
- 降り注ぐ小便＆精子! 小便ザーメンぶっかけ 34連発8時間（12月19日、エムズビデオグループ）
- 浣腸大噴射ベスト イキまくりベスト（12月19日、ドグマ）
- 強烈バック2穴ファック 2穴の中でもアナル激掘り編集Ver（12月23日、エムズビデオグループ）
- 大沢佑香コレクターズエディション4時間（12月23日、マルクス兄弟）
- 自慰コレクション100人8時間（12月25日、マルクス兄弟）
- メガネ妹にフェラされたら やっぱ顔射でしょ 30人4時間（12月27日、TMA）

- どこから観てもクライマックス!! 女がイク瞬間 8時間（1月1日、ワンズファクトリー）
- 最高潮に盛り上がる!挿入する瞬間100人100連発（1月13日、MOODYZ）
- 究極2穴SEXベスト（1月23日、ダスッ!）
- マ○コとアナルに同時挿入!2穴FUCK　100穴50発!!（2月1日、MOODYZ）
- 真性中出し特濃107連発（2月1日、MOODYZ）
- アウトレットDVD5枚組 1980 穴女 2穴・3穴チンポで埋めて（2月7日、桃太郎映像出版）
- ぶっかけ中出しアナルFUCK!傑作選8時間（2月13日、MOODYZ）
- おねだりゴックン（2月19日、エスワン ナンバーワンスタイル）
- 凌辱!潮吹き失禁!ぶっかけ生中出しアナルFUCK!SPECIAL8時間 2（2月13日、MOODYZ）
- 渡辺琢斗大図鑑 8時間 Premium Best 3 完全永久保存版（2月25日、AVS）
- テクニシャンism 4時間（3月7日、h.m.p）
- アマロリ夢乱舞（3月13日、ロリマンh.m.p）
- 100人の超絶手コキ 8時間（3月25日、マルクス兄弟）
- スーパー潮吹き50人 4時間（3月28日、ケイ・エム・プロデュース）
- 失禁!潮吹きアクメ!びちょびちょ濡れ濡れハーレム乱交SEX 50人8時間SPECIAL（4月1日、MOODYZ）
- 鉄人・加藤鷹 AV男優卒業記念 リアルエロの軌跡 This is Legend（4月19日、ドグマ）
- ダスッ!7周年記念77タイトル7時間SPECIAL EDITION（4月25日、ダスッ!）
- 電マとバイブとローターでムリやり強制SPLASH潮吹き 250発噴射!!70人SP（5月1日、MOODYZ）
- 2000年代AV界の頂点を極めたAV女優100人16時間（5月19日、ROOKIE）
- 淫らなドスケベお姉さんたちへのノンストップ連続特濃生中出し6時間（5月19日、エムズビデオグループ）
- 超本気度100%イキマクリ絶頂美女COLLECTION 30人（6月7日、桃太郎映像出版）
- じゃばじゃばバシャバシャ!絶頂潮吹きまくり女優たちBEST 10時間（6月16日、MAXING）
- 発射寸前!窒息しそうなほど喉奥を責めそのまま射精する、気持ち良すぎるイラマチオ16時間（6月19日、ROOKIE）
- 王道セックス!!王道オナニー!!スペシャル編 8時間（6月19日、ALL TO ONE）
- 逆3P以上限定!王様気分の快楽ハーレム8時間BEST（7月7日、プレミアム）
- 高画質ギリモザ特選セックス100連発12時間DVD3枚組スペシャル（7月7日、エスワン ナンバーワンスタイル）
- SEXするだけじゃ満足出来ない!挿入しながら更にその体を弄ぶ16時間（7月19日、ROOKIE）
- 『超マニア』ランダムセレクト4本セット（7月22日、ドグマ）
- TOHJIRO 体液ベストセレクション vol.2 （7月23日、ドグマ）
- 凄潮120連発!夏の潮吹き作品集 4時間（7月23日、サディスティックヴィレッジ）
- ワンズファクトリー今夜のおかずシリーズ 特選フェラチオ100本抜き!8時間!（8月1日、ワンズファクトリー）
- 美女同士!!ザーメン交換BEST（8月1日、MOODYZ）
- 桃太郎アウトレットDVD 人気女優 生潮吹き 100発スペシャル（8月7日、桃太郎映像出版）
- 近所の綺麗なお姉さんに容赦無しの三穴挿入 いきなり豹変!獣の様なよがり声（9月7日、桃太郎映像出版）
- MOODYZ特選 極上ごっくん886連発（9月13日、MOODYZ）
- スーパー騎乗位50人4時間（9月26日、ケイ・エム・プロデュース）
- 凄いチ○ポでポルチオを突かれておかしくなった女達（10月13日、MOODYZ）
- 濃厚!ねっとりジュポジュポフェラチオ スペシャル!しゃぶりまくりたい発情女たち 5時間（10月16日、MAXING）
- 女神の舌テク100人8時間（11月13日、MOODYZ）
- 失禁・放尿・お漏らしだらけの8時間SPECIAL（11月25日、AVS）
- プレミアム超豪華大乱交 8時間スペシャル（12月7日、プレミアム）
- DOGMA RED BOX 2（12月10日、ドグマ）
- Glitter Films Best 30 Ⅱ（12月12日、グリッターフィルムズ）
- MOODYZ史上 TOP50作品 理性が吹き飛んだ女達（12月13日、MOODYZ）
- 強制連続発射させられちゃった 4時間（12月19日、妄想族）
- 超絶美少女 8時間BEST（12月25日、ビッグモーカル）
- 失禁・放尿・お漏らしだらけの8時間SPECIAL！Vol.2（12月25日、AVS）

- ハズレ一切なし!某有名アダルトサイトの高評価レビュー50作品8時間（1月19日、エムズビデオグループ）
- 女教師スペシャル 30人4時間（1月19日、妄想族）
- TOHJIRO全集 vol.3 アナル＆浣腸噴射（1月19日、ドグマ）
- 大洪水!熟女とお姉さん達のスーパー潮吹きオナニー100連発!!（2月7日、桃太郎映像出版）
- ベロ射精ごっくん50人 4時間（2月13日、マルクス兄弟）
- 濃密KISS&100本番 12時間（2月13日、MOODYZ）
- パイパン女優セレクション 50人4時間（2月27日、ケイ・エム・プロデュース）
- 宙吊りアナル拷姦 アナルモザ無しVer 大沢佑香（3月1日、V(ヴィ)）
- Bonus tracks〜特典映像オンリー!AV女優☆福袋（3月1日、KUKI）
- 熟れた女体が悶絶・痙攣・仰け反る!!極太肉棒によだれを垂らしマジイキ絶頂SEX!!Vol.2（3月6日、Amazing Picture）
- お姉さんたちを独り占め!たくさんのお姉さんに責められたい。8時間BEST（3月7日、プレミアム）
- 集団輪姦!!連続中出しBEST vol.3（4月1日、MOODYZ）
- 悶絶!苦痛!絶頂!強制!アナルを徹底的に犯される女たち16時間（4月19日、ROOKIE）
- 麗しき若妻 恥辱の強姦生中出し20人4時間 第二章（4月19日、エマニエル）
- 美女に男が群がり犯す8時間（4月25日、ダスッ!）
- 口射&顔射の瞬間!Vol.2 カムショット600連発!!（5月13日、MOODYZ）
- ドグマ Doguma 15周年クロニクル Vol.2 M女の系譜（5月19日、ドグマ）
- 女の理性が崩壊するまで舐め続ける!クンニ絶頂昇天150連発（6月1日、MOODYZ）
- パイパン中出しコレクション4時間（6月13日、マルクス兄弟）
- THE ガチンコプロレズ 総集編 真チャンピオン決定戦!（6月18日、サディスティックヴィレッジ）
- ドグマ Doguma 15周年クロニクル Vol.3　淫語の系譜（6月19日、ドグマ）
- TOHJIRO全集 Vol.8 SM第1章 緊縛調教（6月19日、ドグマ）
- 愛の果て 憂いの官能 大全集 6枚組（7月3日、グラッソ）
- 陵辱イラマチオベスト（7月19日、ドグマ）
- ヌーディストビーチに痴女GALが大集合!! 〜美女・美少女限定 25人〜（7月20日、スターパラダイス）
- デジタルリマスターアナルFUCK 4時間（8月1日、MOODYZ）
- 人妻50人4時間　極上美しき人妻たち（8月23日、グランバカンス）
- デジタルリマスター中出し 4時間（9月1日、 MOODYZ）
- フレッシュザーメン顔射50人 4時間（10月13日、マルクス兄弟）
- 高画質 人気女優がイキまくる!クンニ絶頂300連発16時間（11月19日、ROOKIE）
- ドグマ Doguma 15周年クロニクル Vol.8　美少女・ロリの系譜（11月19日、ドグマ）
- TOHJIRO全集 Vol.14 女体肉便器（12月19日、ドグマ）

- パイパン中出し30人4時間（1月22日、ケイ・エム・プロデュース）
- 復刻 大沢佑香 4時間（2月13日、マルクス兄弟）
- 菊華賞 人類史上最高のアナル美少女を決める戦いが、いま、はじまる…。（3月7日、桃太郎映像出版）
- 発狂魔油エステヘル 幻覚に溺れつつオイルまみれでイキ続ける女たち The Baby Entertainment GOLD BEST（3月7日、Baby Entertainment）
- お前の奥さんを犯してやる 2 人妻40人が強姦され中出しされる!!（4月22日、なでしこ）
- 【胸糞注意】 団塊世代のオヤジがブチ切れた！クソ生意気な女子校生にトラウマ上等リベンジレイプ!!オヤジの逆襲 ～JK中出し孕ませレイプ 4時間 被害者17人（6月10日、TMA）

#### 西川ひとみ 名義
- 中出しメイド輪姦精液奴隷 西川ひとみ（10月19日、Tokyo-Hot）
- 無限潮噴き中出し混合汁 西川ひとみ （11月13日、Tokyo-Hot）
- 限界輪姦鬼中出し30連発（12月21日、Tokyo-Hot）
- つゆダク Vol.180 西川ひとみ（AV KING）
- つゆダク Vol.193 西川ひとみ（AV KING）
- つゆダク Vol.215 西川ひとみ （AV KING）

- Anarchy-X Premium Vol.645 Hitomi（2月13日、Anarchy）
- Anarchy-X Premium vol.674-西川ひとみPart.2（Anarchy）
- Anarchy-X vPremium ol.722-西川ひとみPart.3（Anarchy）

#### 晶エリー 名義
- 拘束椅子Lbian 晶エリー つぼみ（9月19日、ドグマ）
- 緊縛 厳選4時間vol.2（9月19日、アイエナジー）
- サディスペディアFinal うんこ浣腸糞水ゲロスカ作品集　[うんこヤメました!!]（10月8日、サディスティックヴィレッジ）
- 宅配痴女 晶エリー（10月19日、ドグマ）
- 究極の男尊女○の世界シリーズ復活スペシャル 晶エリーの人間便器（10月22日、ROCKET）
- Sexy New Talent/晶エリー（10月29日、オルスタックピクチャーズ）
- BELLY HIP DANCER 晶エリー（11月1日、EROS HEARTS）
- 晶エリーの初めてのM男暴行（11月5日 フリーダム）
- 美少女の足裏 17（11月5日 フリーダム）
- 公開連続アクメ実験ショー　第十一幕 羞恥煽動絶頂開発 晶エリー（11月19日、アイエナジー）
- 晶エリーのマ○コを50発の精子でいっぱいにしてやる!（11月19日、ROCKET）
- 団地妻レズビアン3（11月19日、アンナと花子）
- 女子刑務所 隔離病棟（11月19日、ドアイエナジー）
- ディルド依存症 〜男に潮をかける女〜　晶エリー（11月25日、美）
- 100人の本番（12月11日、KUKI）
- ROCKET 2009下半期総集編（12月19日、ROCKET）
- 相互マゾレズビアン（12月19日、アンナと花子）
- ザーメン発射100連発（12月19日、アイエナジー）
- 中出し100連発（12月19日、アイエナジー）

- ザーメン病棟24時（1月1日、MOODYZ）
- 上司の嫁を強姦調教マゾ改造 汚され尽くした可憐な新妻 晶エリー（1月19日、CROSS）
- キマリすぎてごめんね 晶エリー（1月19日、乱丸）
- W2穴生中出し潮吹き浣腸FUCK 晶エリー 佐伯奈々（1月19日、エムズビデオグループ）
- 世界で一番大きなチンポを持つ男のSEX（1月19日、ROOKIE）
- 拘束椅子Lbian 七咲楓花 晶エリー（1月19日、ドグマ）
- ペニスマニアとクンニ大洪水 -潮吹き痴女SPECIAL-（1月25日、美）
- MOODYZファン感謝祭 バコバコバスツアー2010 ハイテンション大乱交天国！！（2月1日、MOODYZ）
- 禁断介護 晶エリー（2月4日、グローリークエスト）
- 噴かせ!ゲロ!ゲロ!ゲロ!イラマチオ作品集（3月18日、サディスティックヴィレッジ）
- エッチな男の欲望すべて叶えます!一生に一度は参加してみたい! 超高級王様ゲーム　日本一ゴージャス 超有名女優 中出しスペシャル（3月18日、SODクリエイト）
- Shake Body Ver.13 シェイク・ボディ　晶エリー（3月19日、AVS）
- キメセク アルコールと媚薬をキメテセックス 晶エリー（3月19日、ドグマ）
- 集団凌辱奴隷アクメ（3月19日、YeLLOW）
- 2本チンポの男がAV業界に殴りこみ!（3月19日、ROOKIE）
- 2009年完全総集編 8時間90TITLE（3月25日、美）
- 真性レズビアンが専属AVデビュー 松乃涼（4月1日、MOODYZ）
- M男クンのアパートの鍵、貸します。 晶エリー（4月5日、ワープエンタテインメント）
- 実録都市伝説 深夜に現れる痴女を検証取材 2（4月15日、グローリークエスト）
- Girlicious 04 feat.ELLY（4月16日、MAXING）
- 裏バコバコバスツアー2010 本編未収録!鬼吸引フェラチオ天国!!（5月1日、MOODYZ）
- ツンデレメイド手コキ（5月19日、YeLLOW）オムニバス作品
- しつけてください 若妻・奴隷志願 エリー 25歳（5月5日、ドリームチケット）※「エリー」名義
- 終わらないSEX!!溶けあう体液!!美女痴女たちの狂宴大乱交 BEST（5月25日、美）
- 犯せ!口性器!超絶イラマチオ4時間（5月27日、アイエナジー）
- 集団ポルチオ大乱交6時間（6月1日、MOODYZ）
- こんでんすみるきぃ♫ LoveLes 大沢美加♥晶エリー（6月1日、みるきぃぷりん♪）
- ザ ベスト オブ SOFT ON DEMAND 2010年上半期全作品 2009年10月〜2010年3月　8時間（6月10日、SODクリエイト）
- ドグマ2009下半期作品集（6月19日、ドグマ）
- 帰ってきた淫乱AV8時間（6月19日、乱丸）
- 病院レズいぢめ 跡取り痴女医と潮吹きナース（6月19日、アンナと花子）
- 蝋人形の館 晶エリー（6月25日、Fantasista）
- 潮吹き女優ジャバジャバ（7月1日、グローリークエスト）
- ザーメン・LOVE 300連発 vol.2 臭っさくて濃いザーメン、いっぱいぶっかけてグビグビ飲ませて（7月19日、ドグマ）
- 浣腸浣腸噴射ベスト モザイク解禁バージョン【噴射するとこ丸見え】（7月19日、ドグマ）
- ところ構わず男に乗っちゃう!馬乗り女たち53人4時間（7月25日、美）
- CFNM 羞恥手コキ株式会社（8月13日、アロマ企画）
- 白目絶頂セックス4時間（8月19日、乱丸）
- 「知らない女だけが損をする!FINAL 世界最大級のメガチ○ポで強制フェラ/ハメ潮/2穴中出しをヤる」（8月24日、DANDY）
- SEXよりもいやらしい接吻BEST4時間（8月25日、美）
- 晶エリーのワンダーランド 学園blogファン100人感謝 初監督企画だぁ（8月20日、ピーターズ）
- むっちり桃尻お姉さんに騎乗（の）られちゃった僕。2（8月25日、アロマ企画）
- MOODYZファン感謝祭 バコバコバスツアー2010 おかげさまで!! 10周年!大感謝スペシャル!!（9月13日、MOODYZ）
- ハイファッション×エロGAL COLLECTION in HD（9月16日、MAXING）
- 目覚めるM性癖 私をいじめる可愛い娘（9月25日、ながえスタイル）
- マンコが疼く!痴女たちの猛烈オナニーBEST4時間（9月25日、美）
- 街行くカワイイ制服○学生限定!過激でHなレズナンパ 2（10月1日、V(ヴィ)）
- 奴隷サーガ2 首輪の凌犬（10月1日、シネマジック）
- スケベなオナニー4時間（10月7日、エスワン ナンバーワンスタイル）
- バックで犯す100人4時間（10月7日、エスワン ナンバーワンスタイル）
- M男クンのアパートの鍵、貸します。BEST4時間（10月15日、ワープエンタテインメント）
- うごめく舌、吸いつく唇 イヤラし〜いディープキス108連発!!（10月19日、乱丸）
- アンナと花子レズ潮ベスト4時間（10月19日、アンナと花子）
- 美 2010年上半期総集編（10月25日、美）
- サディスティックヴィレッジ陵辱カウントダウンBest100（11月4日、サディスティックヴィレッジ）
- MAXING半期ベスト完全保存版 8（11月16日、MAXING）
- S1 6周年記念 コンプリートベスト1200FUCK ダイヤモンド（11月19日、エスワン ナンバーワンスタイル）
- CROSS 2009年上半期作品 総集編8時間（11月19日、CROSS）
- 美フェラチオ大全集vol.2-肉棒を舐め回す濃厚フェラ-（11月25日、美）
- 真性中出し100人4時間（12月1日、MOODYZ）
- 真性中出し 穴女 晶エリー（12月7日、桃太郎映像出版）
- ヤラず嫌い女王決定戦（12月7日、ATOM）
- メガ挿しアナル!（12月19日、ROOKIE）
- 淫乱セックス143連発8時間（12月19日、乱丸）
- 絶頂と潮吹き厳選50人（12月25日、美）
- ピストン騎乗位 7（12月25日、アロマ企画）

- しつけてください 喉奥に仕込む従口の作法4時間（1月5日、ドリームチケット）
- つぼみ・晶エリーの早漏チ○ポ強化合宿 （1月8日、アキノリ）
- 会員限定 微乳倶楽部（1月16日、MAXING）
- 宅配痴女 ベスト（1月19日、ドグマ）
- TOHJIRO 体液ベストセレクション vol.1（1月19日、ドグマ）
- 拘束椅子Lbian ベスト（1月19日、ドグマ）
- CROSS肛姦アナルFUCK総集編4時間（1月19日、CROSS）
- アンナと花子2010年上半期全作品ベスト4時間（1月19日、アンナと花子）
- 淫乱四つん這いバック4時間（1月19日、乱丸）
- おしゃぶり予備校 26 晶エリー（1月21日、FSナイツビジュアル）
- 美2周年記念 美女 COMPLETECOLLECTION 114TITLE 8時間（1月25日、美）
- 36人痴女大乱交DX（1月25日、美）
- 淫女達のFantastic大乱交8時間（1月25日、Fantasista）
- おしゃぶり痴女4時間（2月1日、MOODYZ）
- 昼下がりのアナル奴隷 晶エリー（2月7日、アタッカーズ）
- たっぷりと射精できる!センズリ用《長回し》素材集 Vol.3 色白デカ尻篇（2月13日、アロマ企画）
- 淫乱3P 8時間（2月19日、乱丸）
- CROSSペニバンFUCKレズ4時間BEST（2月19日、CROSS）
- 世界で一番大きなチンポを持つ男のSEXギガベスト（2月19日、ROOKIE）
- 特選痴女50人（2月25日、美）
- Shake Body Collection Ver.3（2月25日、AVS collector’s）
- やっぱりアナルが好き♪ アナルFUCKが好きで堪らない穴奴隷達8時間（2月25日、Fantasista）
- 111分間ノンストップ撮影、ノーカット編集で生中出し26連発に長時間お掃除フェラ!! 晶エリー（3月4日、FSナイツビジュアル）
- 早漏チ○ポ強化合宿 4時間プレミアムエディション!!（3月5日、アキノリ）
- 四つん這いで竿を後ろに倒されアナルから雁先まで舐めしゃぶり!!（3月13日、アロマ企画）
- 大好き!!超淫乱!! 晶エリー（3月13日、ミスター・インパクト）
- 雪村春樹 縄情話 第二集 晶エリー（3月13日、妄想族）
- MAXINGガールズコレクター2010（3月16日、MAXING）
- 集団フェラチオ痴女 Erotic fellatio best（3月25日、美）
- 大沢佑香 改め 晶エリー スペシャル スーパーハード・ファッカー（4月7日、桃太郎映像出版）
- 特選レズビアン27人4時間（4月13日、MOODYZ）
- ドグマ10周年 DOGMA THE 10TH ANNIVERSARY（4月19日、ドグマ）
- CROSS 2010年上半期全24作品総集編8時間（4月19日、CROSS）
- 淫乱大乱交（4月19日、乱丸）
- 淫乱女の白目痙攣潮吹き絶頂140連発4時間（4月19日、乱丸）
- 昇天玩具アクメ69連発 4時間（4月19日、エスワン ナンバーワンスタイル）
- アンナと花子レズビアンクンニベスト4時間（4月19日、アンナと花子）
- 「DANDY特別版 日本中を勃起させたあの女子校生/看護師/女医/美淑女は今!?もう一度逢ってヤられたい!」 VOL.1（4月21日、DANDY）
- 2010年完全総集編（4月25日、美）
- BEST OF Fantasista 2010（4月25日、Fantasista）
- ヤリ過ぎイキまくる暴走GALS×18FUCK（5月16日、MAXING）
- 淫乱女60人アナル舐め手コキ4時間（5月19日、乱丸）
- 官能的・接吻FUCK -美の接吻、全て見せます-（5月25日、美）
- 奴隷市場の女 ザ・ベスト（6月1日、シネマジック）
- 馬乗り騎乗位!16時間（6月19日、ROOKIE）
- CROSS集団FUCK乱交&輪姦ベスト8時間（6月19日、CROSS）
- 特選美人SEX完全網羅8時間（6月25日、美）
- 帰ってきた淫乱AV16時間（6月19日、乱丸）
- 淫乱痴女SEX傑作8時間（6月25日、美）
- Fantasticな映像美!高画質SEXばかりで8時間（6月25日、Fantasista）
- 奴隷色のステージ15（7月7日、アタッカーズ）
- ナンパしてホテルに連れ込んだらすでにパンツがグチョグチョだった好奇心旺盛なうぶ娘（7月10日、ブリット）
- 足コキ50連発!（7月13日、マルクス兄弟）
- 射精5分前ピストンにイキ狂う淫乱女100連発（7月19日、乱丸）
- 鮮明な映像美!高画質SEX 16時間（7月19日、ROOKIE）
- ROOKIE’s Best 2010（7月19日、ROOKIE）
- メガバック 爆尻ピストン8時間（7月25日、Fantasista）
- 美女痴女たちのハメ狂い大乱交BEST（7月25日、美）
- V 2010年下半期BEST 全12作品1コーナー丸ごと見せます!8時間2枚組（8月1日、V(ヴィ)）
- 奴隷市場の女 4（8月1日、シネマジック）
- 穴!穴!穴! 全穴破壊（8月7日、桃太郎映像出版）
- 拷問アクメ 浣腸アナル責め 晶エリー（8月15日、CORE）
- しつけてください 時にはアナルも…3P調教　すべての穴を串刺しに… 4時間（8月15日、ドリームチケット）※「エリー」名義
- 潮マン屁びっしょびしょぶりっぶり欲望のままにエクスタシー（8月19日、CROSS）
- 潮吹きベストの傑作 終わらない潮吹き100連発24時間（8月19日、ROOKIE）
- 男を犯す美尻痴女6時間 腰振りが止まらない（8月25日、美）
- 美熟女レズスワッピング（8月25日、マドンナ）
- エクスタシー ガールズ スペシャル コレクション（8月30日、オルスタックソフト販売）
- ムーディーズ特選ぶっかけ1700発!!（9月13日、MOODYZ）
- アンナと花子ペニバンFUCKレズベスト4時間（9月19日、アンナと花子）
- フィニッシュ寸前の超気持ち良いSEX 307連発（9月19日、ROOKIE）
- 淫乱騎乗位4時間2（9月19日、乱丸）
- 猥褻アヌス使用中 AF浣腸異物挿入アナルプレイ4時間ベスト（9月19日、CROSS）
- ウルトラマニアックス ファンタジスタ変態問題作品集（9月25日、Fantasista）
- V 5周年記念神BOX 撮り卸268タイトル24時間 1コーナーずつ全部お見せします!!（10月1日、V(ヴィ)）
- MAXING 5周年アニバーサリー100人5時間スペシャル!（10月16日、MAXING）
- 白目痙攣!!よだれノド奥フェラチオ4時間（10月19日、乱丸）
- 怒涛のザーメンシャワー!大量ぶっかけ1500発16時間（10月19日、ROOKIE）
- MOODYZファン感謝祭 うらバコバコバスツアー2011 補欠者救済プロジェクト!!（11月1日、MOODYZ）
- Wモンスター W飲尿WアナルW中出し 晶エリー＆まりか（11月19日、エムズビデオグループ）
- 集団凌辱奴隷アクメ（11月20日、YeLLOW）
- 淫乱美ッ痴103本番SEX 8時間（11月25日、美）
- 淫語中出しソープ 24 晶エリー（11月25日、AVS）
- 女監督ハルナの過激でHなレズナンパ神BEST ○学生＆女子校生35人全員顔出し公開8時間（12月1日、V(ヴィ)）
- AVオールスター顔射祭 4時間スペシャル（12月9日、KUKI）
- 痴女・エリーのSEX（12月16日、ドグマ）
- オールフェラチオ肉棒真剣勝負!（12月16日、 MAXING）
- ザーメン口内発射ゴックン長時間お掃除フェラ総集編 2（12月16日、FSナイツビジュアル）
- もっと淫乱SEX100本番8時間（12月19日、乱丸）
- フェラチオベストの名編 フェラ抜き天国200連発24時間（12月19日、ROOKIE）
- 女が女にイカされ絶頂する瞬間のレズビアン総集編（12月19日、アンナと花子）
- いやらし〜いバキューム女の終わらない男潮噴き 晶エリー（12月19日、ROOKIE）

- 気持ち良すぎて思わず失禁潮吹き4時間（1月1日、MOODYZ）
- Cinemagic DVD ベスト 30 PART VII（1月1日、シネマジック）
- ごちゃまんJAPAN ポイポイピー 乱交パーティースペシャル4時間（1月13日、KUKI）
- 「超」本気（マジ）イキコレクション8時間（1月16日、MAXING）
- キメセク・ベスト Vol.2（1月19日、ドグマ）
- アンナと花子4周年記念レズビアンBESTクンニリングス編（1月19日、アンナと花子）
- 後ろから女を犯す!バック激突き16時間（1月19日、ROOKIE）
- 舐めまくり吸いつくし私の口マンコでザーメン搾り取ってあげる2（1月25日、AVS）
- 見られるほどに感じてしまう女たち15人（2月7日、桃太郎映像出版）
- 熟女だらけの乱交ベスト8時間 2 （2月7日、マドンナ）
- アンナと花子4周年記念レズビアンBESTペニバン編（2月19日、アンナと花子）
- 淫乱AV80連発8時間（2月19日、乱丸）
- 射精寸前の絶頂SEX6時間（2月25日、美）
- 若妻淫具 2（3月13日、赤ほたるいか/妄想族ブラックレーベル）
- 2011年マドンナ下半期131タイトル8時間（3月7日、マドンナ）
- 団地妻レズビアン全集（3月19日、アンナと花子）
- 自我崩壊トランス性交集（3月19日、乱丸）
- BEST100セレクション! 騎乗位8時間スペシャル（3月25日、美）
- MOODYZファン感謝祭 うらバコバコバスツアー2012 補欠者救済?プロジェクト!!（4月1日、MOODYZ）
- 中出し1450連発（4月1日、MOODYZ）
- アナルSEXの殿堂 【肛門プレイ大全】（4月13日、オールアダルトジャパン）
- 晶エリーを陵辱してアナルを犯しました （4月13日、中嶋興業）
- 晶エリーの世界（4月13日、AVS collector’s）
- 嘔吐寸前 悶絶イラマチオ（4月16日、MAXING）
- ワンダーアイドル 晶エリー16時間（4月19日、ROOKIE）
- 噴射がぶっちぎりに凄い浣腸アクメ16時間（4月19日、ROOKIE）
- マゾ人妻、未亡人、熟女変態乱交強姦イカセ6時間（4月19日、CROSS）
- 2011 淫乱AV乱丸 BEST（4月19日、乱丸）
- プレミアおなら 晶エリー 肉付き抜群のプリ尻。豪快放屁の連続。尻穴すらも可愛らしい（4月20日、レイディックス）
- おもらし聖水恥女03 自由を奪い、限界を超えた後に訪れる快感…。（4月20日、プールクラブ・エンタテインメント）オムニバス作品
- 甘い蜜壷を求め合う美熟女20人のレズSEX8時間 （4月25日、マドンナ）
- The レイプ 監禁暴行24時 ああ、哀れ!社長令嬢の受けた辱め/卑怯で陰湿!ストーカー犯罪　誘拐されて犯人に輪された社長令嬢 （5月10日、FAプロ）
- AV30GP 青盤 メーカーが選ぶ最高にヌケるSEX（5月13日、オールアダルトジャパン）
- 顔射1000連発 12時間!（5月19日、エスワンナンバーワンスタイル）
- 淫乱女の白目痙攣潮吹き絶頂124連発4時間（5月19日、乱丸）
- 荒淫美ッ痴ハメ狂い大乱交スペシャル8時間（5月25日、美）
- 非日常的クネクネ映像コレクション Ⅲ（5月25日、AVS）
- 晶エリーがエロいそ○子のコス着て自画撮りチ○コ遊び寸止め地獄の果て3回射精され僕、潮吹いちゃいました。（5月25日、KNIGHTS PROJECT）
- 肉便器中出し乱交（6月1日、ZUKKON/BAKKON）
- Cinemagic カタログDVD 2011〜2012（6月1日、シネマジック）
- おしゃぶり予備校 33　晶エリー（6月15日、FS KNIGHTS VISUAL）
- ちんぐり×まんぐり×アナル舐め（6月16日、MAXING）
- 帰ってきた淫乱AV16時間 SEX大全（6月19日、乱丸）
- TOHJIRO 体液ベストセレクション vol.3（6月19日、ドグマ）
- ハニカミ つるぺた18歳 春日野結衣（6月23日、HMJM）
- 2011年マドンナ全262タイトル12時間￥1980（6月25日、マドンナ）
- ハメ潮 13人 120リットル 〜SEXしながら絶頂潮吹き〜（7月7日、桃太郎映像出版）
- S級女優50人100コーナー8時間傑作選！（7月7日、エスワン ナンバーワンスタイル）
- めり込む肉棒! ガン突きされる子宮 デカチン串刺しFUCK（7月16日、MAXING）
- 晶エリーの媚薬・白目セックス（7月14日、ドグマ）
- CROSS 2011年全作品集人気女優のハード作品36タイトル8時間（7月19日、CROSS）
- Rookie’s Best 2011（7月19日、ROOKIE）
- 晶エリーFINAL 丸坊主（7月19日、ナチュラルハイ）
- HARD CORE ULTIMATE COLLECTION アルティメット コレクション 8時間（8月1日、CORE）
- 名前が変わってもこのカラダはみんなが覚えてる。エリー（8月3日、Shiroto）　※「エリー」名義
- 高画質×スーパーアクメ TOP50 5時間（8月16日、MAXING）
- 最高に気持ちイイとマンコから大噴射 絶頂潮吹きレズビアン4時間（8月19日、アンナと花子）
- お漏らしが止まらない!気持ちよすぎる失禁・羞恥お漏らし200人16時間（8月19日、ROOKIE）
- とってもエロ〜い女の舌!全身ベロベロ男体舐め狂い集（8月19日、乱丸）
- V 6周年神BEST 6年分の売上人気BEST100タイトル16時間4枚組（9月1日、V(ヴィ)）
- 気持ち良いピストンと射精直後のじっくり長時間お掃除フェラ 107連発（9月13日、MOODYZ）
- とってもいやらし〜いバキューム女達の永遠に終わらない男潮噴き4時間（9月19日、ROOKIE）
- どロリ2（9月19日、ROOKIE）
- 欲求不満!熟女&人妻の昇天潮吹き絶頂アクメ!イキまくり吹きまくり!20連発8時間ベスト（9月19日、CROSS）
- EROGIRL Ⅱ 完全保存版!!エロガール Ⅱ!!8時間!!（9月25日、隼エージェンシー）
- 電マで容赦なくイキ殺された女たち116連発（10月1日、MOODYZ）
- 美女たちとのお風呂名場面集 2（10月18日、グローリークエスト）
- 禁断介護 BESTセレクション 5（11月1日、グローリークエスト）
- チ○ポを支配する淫乱美女25人! この男責めがスゴい! 3（11月16日、MAXING）
- 残滓感ゼロ!!このお掃除フェラがスゴい! 3（11月16日、MAXING）
- 発射寸前!我慢汁垂れ流しの気持ちいいフェラチオ320連射16時間（11月19日、ROOKIE）
- 100発出しても終わらない4年分から厳選したフェラチオ101連発（11月19日、エムズビデオグループ）
- 手コキと勢いのある射精百景 Ⅱ 下巻 6時間（11月20日、レイデックス）
- オナニー中毒100人の変態すぎるキ●ガイ自慰行為 下巻 6時間（11月20日、プールクラブ・エンタテインメント）
- 淫語中出しソープ Best Collection 4（12月13日、AVS）
- 選り抜き!センズリ用《BEST》素材集　シコりすぎてチ○ポが痛くなっちゃう240分（12月13日、アロマ企画）
- 会員限定緊縛（秘）倶楽部 Ⅱ（12月16日、MAXING）
- 淫乱熟女レズビアン8時間（12月19日、アンナと花子）
- 2012年ナチュラルハイ作品集（12月20日、ナチュラルハイ）
- CROSS肛姦アナルFUCK総集編4時間（12月23日、CROSS）
- AVSCollectors2012上半期カタログ（12月25日、AVS）

- ノンストップ潮吹き600リットル　美少女から美熟女まで真性潮吹き（1月7日、桃太郎映像出版）
- 美アナル舌を入れて舐めたくなるほど綺麗なアナルでSEX16時間（1月19日、ROOKIE）
- 美4周年記念 淫乱痴女SPECIAL108TITLE 8時間（1月25日、美）
- 背徳スワッピングに溺れた20組8時間（2月7日、マドンナ）
- これが桃太郎の穴女だ!三穴連続発射中出し 6人の穴女絶叫失神悶絶イキ狂い シリーズ穴女コンプリート!★完全無欠★（2月7日、桃太郎映像出版）
- 2穴を犯されイキ叫ぶ女たち 8時間（2月8日、TMA）
- 高画質×ガチンコ全裸FUCK TOP50 10時間　2枚組（2月19日、MAXING）
- 熟女&年上のオンナたちだけで8時間スペシャル!!!（2月19日、ALL TO ONE）
- いやらしくてムッチリお尻で巨乳の人妻とHがしたい 3（2月22日、なでしこ）
- 拒絶不可能!無理矢理中出しされた女達4時間!（3月1日、ワンズファクトリー）
- 美尻にぶち込むスーパーバック 100本番 10時間（3月16日、MAXING）
- 女がガムシャラに腰を振る淫乱熱情SEX82連発4時間（3月19日、乱丸）
- 調教で堕ちた女たち16時間（3月19日、ROOKIE）
- ごちそうザーメン（4月5日、FSナイツビジュアル）
- ATTACKERS 凌辱アナル480分総集編（4月7日、アタッカーズ））
- 串刺しメガチンポSEX 絶叫失神 20人（4月7日、桃太郎映像出版）
- 高画質アナルSEX16時間（4月19日、ROOKIE）
- ドスケベ人妻 濃厚変態プレイ 15タイトル8時間（4月19日、CROSS）
- ド淫乱ハードレズビアン8時間（4月19日、アンナと花子）
- 近親相姦レイプ!!! 2  義父に犯され中出し顔射される18人の嫁たち（4月26日、なでしこ）
- 鼻責め・鼻浣腸 5 （5月1日、中嶋興業）
- 高画質×激レア コスプレ TOP50 10時間（5月16日、MAXING）
- 一人で盛り上がるオナニー全力投球!! 2（5月16日、MAXING）
- 高画質 SSS級女優100人 16時間（5月19日、ROOKIE）
- つるっつるの無毛パイパンSEX16時間（5月19日、ROOKIE）
- ザ・ベストオブ奴隷サーガ（5月19日、シネマジック）
- 池島ゆたか Archives 厳選30作品集 未亡人銭湯 おっぱいの時間ですよ!（5月29日、オルスタックソフト販売）
- メガチンポ生イラマ!50人（6月7日、桃太郎映像出版）
- サンドイッチファック 50人 100穴!!!〜マ○コとアナルの両穴に中出しされる美女たち〜（6月7日、桃太郎映像出版）
- 熱くて、濃くて、息もつけない! 大量ぶっかけ＆ごっくん 新鮮ぷるぷる白濁ザーメンBEST 240分 128発!!（6月15日、ピーターズ）
- 潮吹き噴射しても気持ち良すぎて絶頂が止まらないレズビアン8時間（6月19日、アンナと花子）
- 潮吹きは派手なほうがいいに決まってる。淫乱トランス大噴水125連発（6月19日、乱丸）
- 高画質スプラッシュ潮吹き 16時間（6月19日、ROOKIE）
- 尿道くぱぁ おしっこガールズ30人! 飛び散る潮!染み渡るおもらし!!勢いのある放尿!!!全てがオンナの聖水だ!（6月20日、プールクラブ・エンタテインメント）
- 中嶋興業作品集 LINEUP CATALOGUE Vol.10（7月1日、中嶋興業）
- 拷問浣腸8時間（7月1日、CORE）
- 何度もイってしまった敏感すぎる人妻、未亡人、美熟女 厳選60人8時間（7月7日、マドンナ）
- 昇天潮吹き絶頂イキまくり 12タイトル4時間（7月19日、CROSS）
- MOODYZ100本番メモリアルBOX24時間SPECIAL（8月13日、MOODYZ）
- クチ・マ●コ・アナル 3穴ゴックン80発 晶エリー8時間（8月19日、エムズビデオグループ）
- キスオンリー・ベスト（8月19日、ドグマ）
- びしょぬれ熟女!びしょぬれ人妻!濃厚絶頂イキ潮 21タイトル8時間（8月19日、CROSS）
- 拘束椅子Lbian（8月23日、ドグマ）
- 美しいオンナの美しい淫乱SEX 100タイトル8時間（8月25日、美）
- 桃太郎20周年記念 294人10時間 2枚組、超プレミア保存版!!（9月7日、桃太郎映像出版）
- ロリプレ パーフェクトなボディとBフェイス（9月7日、ロリプレ）
- やめられない!止まらない!感じまくり潮吹きセックス祭り 240分（9月15日、ピーターズ）
- 高画質×ローション&オイルFUCK 45本番10時間（9月16日、MAXING）
- レズ凌辱調教 15タイトル 8時間（9月19日、CROSS）
- 100人のLOVERS妻8時間（9月25日、マルクス兄弟）
- 渡辺琢斗大図鑑 8時間 Premium Best 2 完全永久保存版（9月25日、AVS）
- 淫女お姉さんが咥える イヤラしいフェラチオ100連発8時間（9月25日、美）
- 感度良好!膣圧ムギュゥ! 潮吹きセックス100本番8時間（10月1日、MOODYZ）
- 気狂いアナル 〜理性崩壊!肛門を肉便器にされた女達〜（10月7日、桃太郎映像出版）
- 四つん這いで竿を後ろに倒されアナルから雁先まで舐めしゃぶり BEST（10月13日、アロマ企画）
- 子宮ガン突きスーパー騎乗位 100本番10時間（10月16日、MAXING）
- THE 失禁おもらし 5時間　絶頂で思わず噴いてしまう所謂イキしょん。（10月16日、MAXING）
- ガクガク痙攣絶頂121連発（10月19日、乱丸）
- NON STOP フェラチオ ギガMIX 8時間（11月16日、MAXING）
- マ●コでイク!アナルでもイク!2穴アクメW性器掻き回し8時間（11月19日、エムズビデオグループ）
- 発射寸前!我慢汁垂れ流しの気持ちいいフェラチオ320連射16時間 第2弾（11月19日、ROOKIE）
- 熟女レズ潮吹き&失禁6時間 〜漏らしまくった熟れた女たち〜（11月25日、アンナと花子）
- 射精寸前の絶頂SEX8時間スペシャル（11月25日、美）
- 欲しくて欲しくて堪らない女たち120人!挿入の瞬間120連発（12月19日、乱丸）
- ザーメン口内発射ゴックン長時間お掃除フェラ総集編 3（12月20日、FSナイツビジュアル）
- 淫乱美ッ痴100本番FUCK 8時間（12月25日、美）
- Madonna10周年記念　最強!ジャンル別売上ランキング　10ジャンル全300タイトル20時間!!（12月25日、マドンナ）
- Madonna10周年記念 Fitchレーベル全作品集143タイトル12時間　全てはここから始まった!2007〜2011年にリリースした全作品を完全網羅!!（12月25日、マドンナ）

- 高画質×色白むっちり極エロBODY 50本番10時間（1月16日、MAXING）
- 復刻女優ベスト 晶エリー（1月19日、ドグマ）
- アナル・中出し・飲尿・ぶっかけ・ごっくん超ハード大乱交最狂タイトル勢揃い8時間（1月19日、エムズビデオグループ）
- アンナと花子 6周年記念 全作品コンプリートBOX 16時間4枚組（1月19日、アンナと花子）
- プレミア極嬢おなら2 968発6時間 〜無○正アナルが奏でる上質おならの協奏曲 第2章〜（1月22日、レイデックス）
- 美熟女42人のヨダレだらだらベロキスレズSEX8時間（2月7日、マドンナ）
- 男の憧れ!マッチョ男優パワーFUCK!!（2月16日、スターゲート）
- 男潮吹き&すごい射精を導きまくる!トップAV痴女テクニック16時間（2月19日、ROOKIE）
- ビチャビチャビショビショ潮まみれ!潮吹きレズビアン 4時間（2月19日、CROSS）
- ザーメン&鬼ハメ満載 ハードレズ超濃厚30連発8時間（2月19日、エムズビデオグループ）
- ペニクリチ○ポ勢ぞろい 女が嫉妬するくらいの超美人ニューハーフ 厳選8時間（2月19日、CROSS）
- 熟女レズ30人 乱れ求め合う美熟女たちの絶頂SEX BEST8時間（2月25日、マドンナ）
- 電撃絶頂!スーパー玩具セックス50本番8時間（3月1日、MAXING）
- 汗!ヨダレ!潮!無我夢中ガムシャラ汁まみれ絶頂68連発4時間（3月19日、乱丸）
- 痴女お姉さんの絶頂アクメと潮吹き噴射8時間スペシャル（3月25日、美）
- 大量浣腸8時間IV（3月28日、CORE）
- マ○コの中は真っ白とろ〜り濃密味 真正中出しBEST（4月15日、ピーターズ）
- 絶頂寸前の気持ち良すぎるオナニー 200人 16時間（4月19日、ROOKIE）
- 強制肉便器に成り下がった女たち 凌辱・レイプ・輪姦 21タイトル 8時間（4月19日、CROSS）
- 潮吹き・ベスト100連発 vol.5（4月23日、ドグマ）
- 晶エリーの世界（4月23日、AVS）
- 〜熟女たちの宴〜 ド淫乱美熟女たちの絶頂アクメ50連発SPECIAL!8時間（5月7日、マドンナ）
- 超恥ずかしい!我慢できずにビチャビチャ失禁 お漏らし16時間（5月19日、ROOKIE）
- 射精5分前ピストンにイキ狂う淫乱女88連発8時間（5月19日、乱丸）
- 〜濡れ女優〜 恥ずかしすぎた超絶悶絶潮吹きお漏らし!!50人7時間（5月19日、ALL TO ONE）
- 拘束、鞭打ち、ロウソク。あらゆる手段で女を痛めつけるSM 16時間（6月19日、ROOKIE）
- 自我崩壊トランス自慰（6月19日、乱丸）
- とってもいやらし〜いバキューム女達の永遠に終わらない男潮噴き4時間（6月23日、ROOKIE）
- ハーフ&クォーター　〜もっとも美しすぎるワールドSEX アソコの具合は国境を越えるぜよ!〜 14名 （7月7日、桃太郎映像出版）
- スーパー大乱交100本番10時間（7月16日、MAXING）
- 射精後こそメイン!ごっくん凄テク8時間（7月19日、エムズビデオグループ）
- 熟女&おねえさん60人!豪華大量潮吹き潮マンカーニバル!!（8月1日、ワンズファクトリー）
- 渡辺琢斗大図鑑 8時間 Premium Best 4 完全永久保存版（8月13日、AVS）
- Top of the AV ROOKIE×25メーカー厳選！SEX24時間 SSS級女優150人（8月19日、ROOKIE）
- 高画質!馬乗り騎乗位で昇天するまで犯されたい8時間（8月25日、美）
- 短時間ぶっかけ総集編 1（9月5日、FSナイツビジュアル）
- 女が「イクッ!」3分前160コーナー8時間（9月19日、乱丸）
- 強制イカセ地獄21タイトル8時間2枚組（9月19日、CROSS）
- 家族や彼氏…誰かの目の前で恥ずかし過ぎるSEX16時間 ダメなのに感じちゃう!（9月19日、ROOKIE）
- 女尻突貫!スーパーバック100本番10時間（10月16日、MAXING）
- 熟女120人!!!舐めまくり!!しゃぶりまくり!!熟女たちのいやらしい超過激フェラチオ16時間（10月18日、ドリームチケット）
- 絶品お姉様×アナルSEX イイ女のイイ尻穴8時間（10月19日、エムズビデオグループ）
- 複数の男たちで顔もカラダも精子で汚しまくる!ぶっかけ輪姦BEST 16時間（11月19日、ROOKIE）
- ペニバン陵辱ベスト（11月19日、ドグマ）
- ガツガツ腰振りトランス騎乗位（11月19日、乱丸）
- パイズリゴックンお掃除 総集編 1（11月21日、映天）
- 淫女お姉さんが咥えるイヤラしいフェラチオ8時間（11月25日、美）
- 観たかった瞬間が鮮明に!高画質の潮吹き29タイトル8時間vol.2（12月1日、MOODYZ）
- 究極ゴックンメーカー M’sVideoGroup 9周年99タイトル8時間（12月19日、エムズビデオグループ）
- クンニ絶頂トランス117連発（12月19日、乱丸）
- 高画質!痴女性交12時間スペシャル（12月25日、美）
- 淫語中出しソープベストセレクション10枚組BOX 3（12月26日、AVS）

- 「超」本気（マジ）イキコレクション8時間 vol.3（1月16日、MAXING）
- 超厳選!驚愕の絶頂総集編（1月19日、乱丸）
- 強制発射!超絶テクの気持ち良すぎる手コキ絶頂210連射16時間（1月19日、ROOKIE）
- 淫女と艶女が百合し愛し乱れ合う レズ性交16時間（1月19日、ROOKIE）
- TOHJIRO全集 vol.4 ハードレズ（2月19日、ドグマ）
- チ●ポを奪い合う淫乱女たちの乱交BEST（1月19日、乱丸）
- 高画質!美6周年記念 淫乱痴女SPECIAL12時間3枚組（1月25日、美）
- 淫乱日替わりSEX16時間（2月19日、乱丸）
- 究極の淫乱女優（2月19日、乱丸）
- 体中で飲み干す!3穴ごっくん!中出し28発・アナル29発・ごっくん30発　vol.2（2月19日、エムズビデオグループ）
- 綺麗なお姉さんの卑猥な膣内に濃厚真正生中出し 8時間BEST Vol.1（2月19日、AVS collector’s）
- ノンストップ濃厚騎乗位 2 エロ尻娘20人（2月27日、ケイ・エム・プロデュース）
- 射精直前の気持ち良いピストン102連発（3月1日、MOODYZ）
- 晶エリー鬼ハードプレイ全集（3月1日、CORE）
- ねっとり丁寧なおもてなし!しゃぶり尽くす女スペシャル お掃除フェラ10時間（3月16日、MAXING）
- 究極のペニバンレズビアン 8時間特濃スペシャル（3月19日、CROSS）
- 開脚機械姦拷問室 肉壺バイブ串刺しコレクション（4月1日、シネマジック）
- 感じ方が凄まじい!淫乱ビッチでドエロな女の子16時間（4月19日、ROOKIE）
- 鬼畜監禁・完全コンプリート（4月19日、ドグマ）
- ドグマ Doguma 15周年クロニクル Vol.1 年代別人気作品TOP5ランキング（4月19日、ドグマ）
- ノンストップ濃厚騎乗位 3 エロ尻美女20人（4月24日、ケイ・エム・プロデュース）
- 有名女優を無理矢理 犯しまくる8時間（5月19日、CROSS）
- TOHJIRO全集 vol.7 TJお気に入り女優ベスト（5月19日、ドグマ）
- 抑えられない男の衝動 バイオレンスFUCK（5月25日、FAプロ）
- 苦痛・熱蝋・電マ・鞭（6月1日、中嶋興業）
- 痙攣、絶頂、白目、中出し、淫汁ブッシャー 淫乱SEX 100本番（6月19日、乱丸）
- 徹底的ニ犯ス。拷問凌辱16時間（6月19日、ROOKIE）
- 抜きやすさバッチリ!!オナニー専用フェラチオメガMIX!!フェラチオ玄人テクニシャン編!!3　20人4時間（7月10日、ケイ・エム・プロデュース）
- 高画質×色白むっちり極エロBODY 50本番10時間 vol.2（7月16日、MAXING）
- 発射直後のアッツアツ精子を全部飲んじゃう♥ごっくんBEST16時間 part.2（7月19日、ROOKIE）
- 百合ゆりしいレズビアン16時間（7月19日、ROOKIE）
- 人妻・美魔女　ごっくん・アナル・中出し・フィスト 4時間（8月19日、エムズビデオグループ）
- TOHJIRO全集 Vol.10 強制飲尿・小便ぶっかけ（8月19日、ドグマ）
- ピストン騎乗位 BEST マグロ男vs馬乗り女 Ⅱ（9月13日、アロマ企画）
- 全身痙攣!ぶっ飛ぶ理性!絶頂マジイキMAX50連発!!イカセのアクメ・ロード　5時間（9月16日、スターゲート）
- ドグマ Doguma 15周年クロニクル Vol.6　レズの系譜（9月19日、ドグマ）
- TOHJIRO全集 Vol.11 大量ザーメンぶっかけ・ごっくん（9月19日、ドグマ）
- ドグマ Doguma 15周年クロニクル Vol.7 発情する女の系譜（10月19日、ドグマ）
- 拘束した女を犯したいという抑えきれない衝動16時間（11月19日、ROOKIE）
- ザーメン ジェット 2（12月4日、FS.KnightsVisual）
- タマらず暴発!ビュッ飛び絶頂手コキ50発5時間（12月16日、MAXING）

- ドグマ Doguma 15周年クロニクル Vol.10 潮吹き・失禁イキまくりの系譜（1月19日、ドグマ）
- こすりつけこねくり回し、絶妙のアングルでヌキサシがバッチリ見れる! まさにセンズリ専用DVD Ⅱ（2月12日、レアルワークス）
- ザーメン好き集団美女とボク1人。ハーレムフェラ4時間ベスト（2月19日、エムズビデオグループ）
- これが! 女体貫くドデカチ○ポだ! 絶叫美女100人8時間（3月11日、ケイ・エム・プロデュース）
- ドグマ15周年クロニクル Vol.12 樹花凜 コンプリートベスト（3月19日、ドグマ）
- 美女100人ハメまくりベスト（3月19日、ドグマ）
- ぽっかり&ひくひくアナル総集編（3月19日、エムズビデオグループ）
- ごっくん、命。2 100発×100人×一撃ごっくん（4月1日、ワープエンタテインメント）
- オナニー超全力投球!!! 10時間SPECIAL（6月16日、MAXING）
- 射精不可避! 絶品手コキコレクション8時間（7月16日、スターゲート）
- すけべ爺の女喰らい熟練交尾 第四章（7月16日、不老仙人/エマニエル）
- チ○ポ争奪戦! 痴女乱交4時間（7月25日、痴女ヘブン（美））
- 寄ってたかって大乱交! おクチとマ●コに激ピストン! 串刺しFUCK100本番10時間（8月16日、MAXING）
- 2人を選べないなら2倍精子を射精せばいい。（8月19日、エムズビデオグループ）

- 晶エリーの凄テクを我慢できれば生★中出しSEX!（9月1日、ワンズファクトリー）※復帰作
- 潮吹きSEXの天才003 晶エリー（9月13日、MOODYZ）
- 本番なしのマットヘルスに行って出てきたのは隣家の高慢な美人妻。弱みを握った僕は本番も中出しも強要!店外でも言いなりの性奴隷にした（9月13日、溜池ゴロー）
- 社員寮NTR ～出張不在! 妻と部下の浮気中出し映像～（10月7日、PREMIUM）
- 伝説の痴女優‘晶エリー’の中出し12連発させちゃう完熟ボディ&熟練SEX（10月13日、E-BODY）
- 彼女のお姉さんは巨乳と中出しOKで僕を誘惑（10月19日、OPPAI）
- 暴風雨 憧れの人妻宅配員と二人だけの夜（11月25日、マドンナ）
- こっそりノーパンノーブラお姉ちゃん達に一斉攻撃で誘惑されちゃったボク。（11月25日、痴女ヘブン）
- 快感・絶頂・精液・イクイク潮吹き無限ループ!! 性欲が尽きるまでおかわり中出し（11月25日、本中）
- 出張で居ない三日間、パイパン巨乳の彼女は俺の親父に寝取られ種付けプレスされていた。（11月25日、ダスッ!）
- 潮吹き5人姉妹 両親が不在の間に汁まみれで痴女られまくったボク…（12月13日、MOODYZ）
- ママ友カースト（12月25日、ダスッ!）
- 美少女中出し島 10周年大感謝祭スペシャル!! 超ハイテンション中出し大乱交（12月25日、本中）

- 妻が社員旅行で家にいない間に巨乳で美人の妻の姉を犯し中出ししまくった5日間の調教記録（1月1日、Fitch）
- サディスティックヴィレッジ 晶エリー 神がかり13タイトル一気見せ!作品集（1月9日、サディスティックヴィレッジ）※単体ベスト
- メスイキの神髄に出会ういつものオナニーより精子がビュルビュル出るドライオーガズムの世界 ～初級MANIAX編～（1月25日、痴女ヘブン）
- 狂気拷問研究所 Reborn the madness 気高き代議士令嬢淫汁噴出完堕ち哀歌（1月25日、AVS Collector'S）
- ＜出張最終日＞ 女上司とまさかの相部屋 ささやき騎乗位で朝まで何度も中出しされたボク。（2月7日、PREMIUM）
- バブみ満開!!「自宅が保育園」が売り文句の巨乳保育士デリヘル（2月14日、ケイ・エム・プロデュース/BAZOOKA）
- 続・巨チン美少女のザーメンには強制女体化させる成分が含まれています。（2月25日、ダスッ!）
- SEXの天才 月に一度の異常なる性欲 1発中出ししても終わらせない追撃連続SEXで燃え尽きたい…（2月25日、本中）
- 声出したら中出し!美少女孕ませきもだめし林間学校（2月25日、本中）
- SEXに貪欲な女を焦らして性感帯覚醒手技で高めて墜とす! 潮吹き悶絶イキ狂う32歳バツイチ女の絶頂中出しSEX（3月1日、美人魔女/エマニエル）
- レズビアンの噂のある上司と出張先相部屋 2（3月7日、ビビアン）
- お尻大好きしょう太くんのHなイタズラ（3月19日、グローリークエスト）
- 出張先のビジネスホテルで女上司2人とまさかの相部屋W杭打ち騎乗位で朝まで中出しされるボク…。3（3月25日、痴女ヘブン） ※Blu-ray版同時発売
- ミスした僕の代わりに女上司2人がクレーム対応。ムカつく中年オヤジに土下座させられバック中出し謝罪（4月1日、MOODYZ）
- お姉さんの巨尻が猥褻過ぎて秒殺で悩殺!!（4月1日、MARRION）
- 年末の宝クジにまさかの当選。ド淫乱巨乳痴女2人を自宅に呼んで一日中こってり生中出し性交 ～初日編～（4月7日、PREMIUM）
- 大浦真奈美&晶エリー 極上美女2人と最高の筆おろし（4月10日、million）
- 無理やりWフェラ天国 おい、カワイイ弟! お姉ちゃんたちがシャブりつくしてやるからな（4月13日、MOODYZ）
- はだかの主婦 荒川区在住晶エリー (30)（5月1日、プラネットプラス/裸婦趣向）
- 修学旅行の3日間、欲求不満な先生たちのWデカ尻ピストンでヌカれまくったボク…（5月13日、MOODYZ）
- 恥辱のオフィス 緊縛女社長（5月19日、バミューダ/妄想族）
- 飲ませた精子を吐き出すまで突きまくる、史上最狂のザーメンリバースイラマチオ（5月25日、えむっ娘ラボ）
- 土下座痴女（5月29日、ワープエンタテインメント）
- もしも…「晶エリー」が○○だったら…。（7月1日、プラネットプラス/七狗留）
- 義父と嫁、密着中出し交尾（7月9日、グローリークエスト）
- 大好きなエリー先輩がこんなえげつない変態乳首セックスするなんて!（7月19日、エムズビデオグループ）
- 人妻の浮気心（8月1日、人妻援護会/エマニエル）
- 様々なシチュエーションで痴女たちが男を上から目線で陵辱する騎乗位! パンストを見せつけ破れた穴からパンティずらして強制挿入! 3（8月6日、グローリークエスト）
- 金持ち人気子役ショウタくんなら出来る! 巨乳お姉さん手のひら転がし中出し（8月13日、MOODYZ）
- 催淫洗脳された媚肉女たちは その後… 更に淫乱ビッチになっていた（8月13日、ダスッ!）
- 麗しい巨乳和美人がおもてなしする超高級浴衣ヘルス 其の三（8月14日、BAZOOKA）
- S級ニューハーフ濃厚レズ性交 Vol.5 高級人妻オイルエステ（8月15日、ピーターズ）
- Anal Device BondageXX 鉄拘束アナル拷問（8月20日、グローリークエスト）
- 本中10周年記念作品!! 美少女中出し島完全版おもてもうらも全部見せちゃいます! 240分SPECIAL（8月25日、本中） ※2019年12月25日発売「美少女中出し島 10周年大感謝祭スペシャル!! 超ハイテンション中出し大乱交」に未公開メイキング映像などを加えた完全版。
- 絶対的上から目線で巨乳痴女が淫語コントロール 射精を支配される究極主観JOI（9月1日、Fitch）
- オ・ン・ナ♀ざかり（9月4日、ワープエンタテインメント）
- 最弱ザコ親父に輪姦される美人捜査官 エリー（9月7日、PREMIUM）
- 狙い目は閑散期! 暇な平日昼間のヌキなし健全エステ店は貸切状態! いつもは下ネタ苦手なお堅いエステティシャンが、隙見せパンチラと際どい過剰サービス! フル勃起で紙パンから顔を出した亀頭はいつもシカトなのに、今日は紙パンを脱がされて…! 2（9月13日、MOODYZ）
- 激ハードコア3穴ごっくんファック! マ●コ! ノドマ●コ! ケツマ●コ! すべてのメス穴に問答無用の大量中出し20連発!（9月19日、エムズビデオグループ）
- 一人のM女として… 晶エリーの肉体と精神を蹂躙（9月25日、AVS collector’s）
- 宝クジに当選したので巨乳デリヘル嬢4人も呼んで朝まで貸切り中出し! ～とりあえずハーレム豪遊してみるか!篇～（10月1日、MOODYZ）
- 一般素人男性モニタリング企画 街頭インタビュー中にナイショでご本人登場!! 波多野結衣 里美ゆりあ 晶エリーと素人さんがご対面中出しSEX（10月9日、million）
- ドM痴女（10月13日、ミル）
- メスイキ病棟非情のドライオーガズム逆痴漢ナース（11月1日、MOODYZ）
- レズビアンに囚われた女潜入捜査官 ～ウィルス研究所の冤罪に隠された真実の闇～（12月7日、ビビアン）
- アナル淫語 VⅢ（12月17日、グローリークエスト）

- 無制限射精ハーレムソープ 暇過ぎて勝手に花びらトリプル回転! 24時間中出しさせられたボク（1月1日、MOODYZ）
- 奴隷色のステージ 調教の日々（1月7日、アタッカーズ）
- 女教師レズビアン雌穴奴隷 ～私はもう、この女達には逆らえない～（2月7日、ビビアン）
- 有名AV女優の一般素人男性逆ナンパ企画 ワタシたち’フェラチオのプロ’極上フェラをひぃひぃ言いながら1時間耐えてみませんか?（2月12日、million）
- 拘束スイートルーム 男を犯して狂わせる美麗なW痴女（2月13日、Fitch）
- お酒を飲んだらド淫乱痴女に豹変し男を誘惑する兄貴の巨乳嫁（2月26日、人妻花園劇場）
- おしっこ114連発 98人（9月2日、グローリークエスト）
- 母子交尾 【南会津高原路】 晶エリー（10月5日、ルビー）[30]

#### 新井エリー 名義
- 潮吹き乱舞生ハメ中出し（8月26日、ストロベリー）
- ドラスティックvol.1　新井エリー（11月20日、ドラスティック）

- 純真乙姫 〜パイパン・Eカップ・潮吹き〜　新井エリー（1月26日、ハレルヤ）
- 美少女奇跡 -可愛すぎるピュアな潮吹き美少女-　新井エリー（3月16日、ハレルヤ）
- Chakuero Art 純真可憐な潮吹きアイドル　新井エリー（6月23日、INTEC Inc）
- Paipan Art　新井エリー＆綾野このは（12月23日、INTEC Inc）

- 肉食マダムの淫乱チ○ポ漁り（11月19日、エマニエル）
- 晶エリー改め新井エリーのファン感謝祭 本物のファンをブログで集めてセルフプロデュース 30人連続ごっくん＆生中出し（12月19日、CROSS）

- 2穴触手 〜監禁された捜査官〜　新井エリー（1月1日、MOODYZ）
- イキっぱなし淫乱SEX16時間（2月19日、乱丸）
- トリプルレズビアン 13　〜謎の連続美少女誘拐事件〜（2月21日、クリスタル映像）
- 媚薬浣腸エビ反り噴射　新井エリー（4月1日、CORE）
- 新井エリーの紅尻 （4月3日、グローリークエスト）
- 義母娘 接吻レズ調教　〜仕組まれた罠・愛憎の嫁姑関係〜 （5月7日、ビビアン）
- 丸見えの○○○から大噴射！！ 潮吹き、尿吹き、愛液もほとばしる4時間 100人（5月7日、桃太郎映像出版）
- 最高にエロい絶頂アヘ面エクスタシーを収録できた本番10連発4時間（5月19日、CROSS）
- べろちゅうレズビアン（6月13日、BACK DROP）
- ケツ穴めくれ返り悶絶交尾！極太ブッ込みドテクリ肉ド拡張アクメ！ぬるぬるオメ肉超ナマ中出し！激ヤバ全盛り8時間（6月19日、CROSS）
- 大変態女 8時間50人30選！！（6月20日、クリスタル映像）
- 2014年上半期総集編109タイトルスペシャル8時間（7月17日、グローリークエスト）
- 発射直後のアッツアツ精子を全部飲んじゃう♥ごっくんBEST16時間（8月19日、ROOKIE）
- BEST OF トリプルレズビアン 大悶絶8時間（8月22日、クリスタル映像）
- CORE2014年上半期拷問史（9月1日、CORE）

- 淫語×絶叫×発汗×3P×ニ穴挿入 ペニバンレズSEX 8時間30選！！ イカすのも女、イカされるのも女…総勢41名のレズビアンたち（3月6日、グローリークエスト）
- MOODYZ 2014年全タイトル16時間（4月1日、MOODYZ）
- 超★トリプルレズビアン 8時間DX（6月5日、クリスタル映像）
- 感度崩壊！薬漬けキメセク凌辱 16時間（8月19日、ROOKIE）
- 絶頂激イキ自慰！自画撮りプライベートオナニー（11月5日、グローリークエスト）
- 近親×緊縛×拘束×調教×アナル　大変態レズビアン 8時間20選！！ もっと激しくレズりたい…変態性欲を持つ32名の女たち（11月6日、クリスタル映像）
- 調教完了30人12時間（12月1日、CORE）
- Shuku-sai（12月10日、スパークビジョン）

- 触手BEST 人外異種姦＆孕ませ触手中出し4時間（1月1日、MOODYZ）

#### 晶エリー 名義
- カメラの前でおしっこする女 5（11月26日、グローリークエスト）

### アダルトVR

#### 晶エリー 名義
- 初めてだけどハイクオリティ。 晶エリーが全力フルパワーで心もカラダもアナタとぴったりつながりたい!VR イチャイチャSEXもハードSEXもどちらも高没入! アナタのチ○ポも、気持ちいいことも大大大好きな晶エリーと2人で同時イキ体験VR!!（9月25日、MOODYZ VR）
- Wレジェンドハイクオリティ 1週間禁欲したボクをつぼみと晶エリーがよだれダラダラで舐めまくるHYPER寸止めイキ焦らしVR!! 唾液量も淫語も焦らしプレイも過去MAXでガマン汁が止まらない! ラストは1週間分の大量精子を中出し悶絶エクスタシーVR!!（10月22日、MOODYZ VR）
- チ○ポがとろける～ほど気持ちいい。ヒワイな＜音＞と＜淫語＞で超リラックスオナニーができる!! ASMRリフレVR（11月27日、WANZ VR）
- 本中10周年記念3Dバーチャルトリップ!! 美少女中出し島VR!! 10人のオマ○コをアナタだけが独り占め!! ハイクオリティハーレム中出し22連発SPECIAL!!（12月25日、本中-VR）

- シコってたら下着姿のエロいお姉さんがあらわれて耳舐め/ベロキス/顔面舐められまくりの濃厚セックスをした【生ハメ】淫語囁かれ対面座位と超・覆いかぶさり正常位と羽交い絞めバックとヨダレ垂らされまくり騎乗位【中出し】 （1月28日、アリスJAPAN VR）
- トルネードフェラVR（2月26日、KMPVR）
- 大人気おっパブ嬢が＜ハッスルタイム＞の間だけボクに生中出しさせてくれるVR ハッスルタイムの照明もBGMも実店舗リアリティ!! おっぱい揉みまくった勃起チ○ポを密着挿入～中出し体験パラダイス!!（2月26日、MOODYZ VR）
- W花魁スペシャル（2月27日、KMPVR-bibi-）
- デカ尻上司と出張先で突然の相部屋!!（3月4日、KMPVR）
- 覆い被さり正常位視点VR（3月10日、KMPVR）
- 究極絶景! 下から見上げるハメ潮ペニバンレズセックス（3月16日、SODVR）
- 粘液で濡れたベロを見ながらノーモザイクでねっとりと指フェラをしてもらうVR（4月10日、KMPVR）
- 夜行バスでWサイドからバイノーラル淫語を囁かれ続けてチ○ポとろとろ～になるほどイカさせられたボクVR!!（4月15日、MOODYZ VR）
- JOI 天井特化アングルVR（5月10日、KMPVR）
- 初体験がまさかの親子丼!! フェロモンむんむん性教育ママ×好奇心＆性欲旺盛な彼女 童貞の僕がいきなりセックス玄人になった気分を味わえる凄テク骨抜き筆おろし体験（7月2日、kawaii*VR）
- 覆いかぶさりスパイダーキスVR 騎乗位で感じながらキスをねだる女たち（7月27日、SODVR）
- 綺麗なお姉さんのスケベなカラダとWバイノーラル淫語でイカされたい（7月31日、TMAVR）
- 無限体力のサイボーグになって【男を見下す高飛車な女医】を暴走無限ピストンで復讐する!（8月17日、SODVR）
- シンプルにヌケるが一番! 誘惑のボディーパーツを見抜けるVR。猥褻痴女編（9月16日、MILU VR）
- 【本番禁止! お触り禁止!】の健全メンズエステ店でキメパコ! 馴染みの美巨乳エステ嬢とヤリたすぎて、おチ○ポのことしか考えられなくなるまで【媚薬】を使いまくった… バレちゃいけない内緒の中出しオイルエステサロン!（12月10日、こあらVR）
- 『早漏改善お悩み相談室』女性経験が少なく【早漏暴発で悩むボク】を人気女優が淫語やパイズリ、見せつけオナニーや生ハメSEXで徹底改善! 暴発しても中出ししても優しくサポートしてくれる【Hな先生と極上トレーニングVR】（12月28日、こあらVR）

- 精子が大好きすぎる2人の超スペレズVR（1月4日、ROOKIE VR）
- どんなハードな陵辱を受けても口を割らない気高き女捜査官VR 2（1月27日、WANZ VR）
- 噛んで犯る（3月11日、レイディックス）

## フィルモグラフィ

### ピンク映画
※太字の役名は主役を意味する。
- 続 昭和エロ浪幔　一夜のよろめき（2007年5月4日公開、オーピー映画、監督：池島ゆたか）- 瀬戸山マドカ 役[31]
- 奪う女 中出しの誘惑（2007年8月3日公開、オーピー映画、監督：池島ゆたか）- 菊地リカ 役[32]
- 痴女教師 またがり飲む（2007年11月2日公開、オーピー映画、監督：池島ゆたか）- 真鶴ショウ子 役[33]
- 誘惑 あたしを食べて（2007年12月7日公開、新東宝映画、監督：佐藤吏）- リカ 役[34]
- 未亡人銭湯 おっぱいの時間ですよ!（2010年、オーピー映画） - 及川志乃 役[35]
- YARIMAN HUNTER（2022年11月25日公開、企画・原案:横須賀歌麻呂）[36][37]

### その他の映画
- 特命女子アナ 並野容子（2009年、田尻裕司監督）
- 愛するとき、愛されるとき（2010年、瀬々敬久監督）
- くノ一処刑人　拷問地獄旅（2012年、かわさきひろゆき監督）

### テレビドラマ
- みんな!エスパーだよ! - いやらしい女役 （第2回: 2013年4月19日、第11回: 2013年6月29日、テレビ東京）

### その他のテレビ番組
- 志村&鶴瓶のアブない交遊録（2007年1月2日、テレビ朝日）
- ゴッドタン（2008年7月30日、8月6日、テレビ東京） - 「第4回キス我慢選手権」
- Peach-Pit 桃のたね（MONDO TV）
- おとなのびっくりクリニック2（2010年4月、日本海テレビ） - 2010年4月マンスリーゲスト
- フジ算（2010年6月1日、6月8日、フジテレビ） - ゲスト
- 日本一乱暴な相談バラエティ 相談バカ一代 （2012年1月3日、テレビ東京）
- ミズトアブラハイム（2012年4月6日、TBS）
- ソーシャル@トーク　♯エンダン（2012年5月15日、NOTTV）[38]
- BAZOOKA!!!（2013年11月25日、BSスカパー!）

### インターネット
- コイカツ　恋愛ノウハウトークライブ（マシェリバラエティ　マシェバラ、2009年12月23日）[39]
- トイズハートプレゼンツBUBKA「きのう誰食べた」（2012年02月11日ゲスト出演、ニコニコ生放送）[40]
- 全裸監督2（2021年6月24日 全話配信、Netflix） - 第7話

### 情報教材
- 晶エリー（元 大沢佑香） のハイレベルセックス （株式会社オーバルプレイス）[41][42][43]

## 出版

### 書籍
本人著書
- 照沼ファリーザ『照沼ファリーザのワンダーランド 食欲と性欲』イースト・プレス、2011年。ISBN 978-4-7816-0714-6。

写真集
- KEISUKE NAITO『CHINGCAME GOLDEN BEST!』宝島社、2011年。ISBN 978-4-7966-8382-1。 - オムニバス
- 『基本のヌードポーズ』グラフィック社〈デッサンラボシリーズ 1〉、2007年。ISBN 4-7661-1802-2。

官能小説の表紙
- サタミシュウ『私の奴隷になりなさい』KADOKAWA〈角川文庫〉、2007年。ISBN 978-4-04-386801-8。[44]
- サタミシュウ『ご主人様と呼ばせてください』KADOKAWA〈角川文庫〉、2008年。ISBN 978-4-04-386802-5。[45]
- サタミシュウ『おまえ次第』KADOKAWA〈角川文庫〉、2008年。ISBN 978-4-04-386803-2。[46]

その他
- 中村淳彦「一日十発セックスしたら学校なんて行く気にならない 大沢佑香」『名前のない女たち最終章 セックスと自殺のあいだで』宝島社、2009年。ISBN 978-4-7966-6981-8。[47]

### 雑誌
- Beppin School　2005年4月号（英知出版） - グラビア
- Beppin School　2005年5月号（英知出版） - グラビア
- 週刊プレイボーイ　2005年7月19日号（集英社） - グラビア
- URECCO gal　2005年8月号（ミリオン出版）
- 特出しガチン娘　2005年12月号（光彩書房） - 表紙
- AV FREAK　2006年5月号（2006年3月27日、ジェイ・ディー・メデューサ）[48]
- アップル通信　2006年9月号（三和出版）
- Namper（ナンパー）妹　2007年1月号（サン出版） - 付録DVD[49]
- 本当にあった秘密の話　2007年1月号（2006年11月28日、曙出版）[50]
- め・き・ら VOL.33　2007年4月号（ブレインハウス） - 表紙、グラビア[51]
- Beppin School　2007年4月号（ジーオーティー） - グラビア[52]
- Beppin School　2007年5月号（英知出版）
- アップル通信　2007年6月号（三和出版）
- Don't！　2007年7月号（2007年5月28日、サン出版） - グラビア[53]
- 若妻いただきます（2007年8月10日、マイウェイ出版） - 表紙[54]
- Don't！ 2007年10月号（2007年8月28日、サン出版） - 付録DVD
- DVDガバチョ！！ 2007年12月号 Vol.2（マイウェイ出版）
- S&Mスナイパー　2007年12月号（ワイレア出版） - オリジナルDVD[55][56]
- 月刊DMM 　2008年1月号（ジーオーティー） - 美脚×ローライズ短パン×露出デート
- Don't！ 2008年3月号（2008年1月28日、サン出版）[57]
- 週刊大衆　2008年3月17日号（双葉社）
- 海賊 No.1　2008年4月号（竹書房） - 表紙、グラビア[58]
- 週刊プレイボーイ　2008年4月7日号　No.14（集英社）
- DVDガバチョ！！ Vol.5（マイウェイ出版） - 使用済み生パンティプレゼント
- 痴映像 vol.1（2008年4月23日、ジーウォーク） - 表紙[59]
- AV FREAK　2008年6月号（2008年4月26日、ジェイ・ディー・メデューサ） - 究極の妄想発明シリーズ第4弾 男女入れ替わりカメラ
- Don't！ 2008年6月号（2008年4月28日、サン出版）
- Celeb girls BOMBERS vol.54 2008年6月号（サン出版）[60]
- Don't！　2008年10月号（2008年8月28日、サン出版） - 表紙[61]
- マガジン WOoooo！狼 SP 2009年1月号（2008年11月19日、サン出版）
- 単体撮り。 大沢佑香（2008年12月5日、ブレインハウス）[62]
- 別冊投稿キングLimited　2009年5月号（ワイレア出版） - 表紙
- VIDEO BOY　2009年7月号（2009年5月27日、ジーオーティー）[63]
- 月刊DMM　2009年11月号（2009年9月23日、ジーオーティー）[64][65]
- 週刊プレイボーイ　2010年4、5月号　No.14（集英社）
- クロスワード広場　2010年5月増刊号　いいなり牝マゾ女、永久奴隷誓約たっぷり6時間！！（2010年4月12日、インテルフィン）
- LIKTEN No2（2010年8月15日、LIKTEN）
- 月刊ナイトスクープ　2011年1月号（2010年12月10日）
- アートコレクター　No. 26（2011年4月25日、生活の友社）
- SMネット（2011年8月23日、サニー出版）
- トーキングヘッズ叢書（TH Series）食とエロス（2011年10月31日、アトリエサード） - 照沼ファリーザインタビュー[66]
- 甘噛み Vol.2（2011年12月、密林社） - 照沼ファリーザインタビューと写真[66]
- 週刊アサヒ芸能　2011年12月1日号（2011年12月1日、徳間書店）
- 前夜 ZEN-YA（2011年12月16日、幻冬舎） - 撮り下ろしセルプポートレートグラビア[66]
- 週刊現代　2012年3月3日号（2012年2月20日、講談社） - 無毛ヌード特集「無毛地帯」[67]
- EX MAX！（エキサイティングマックス）　2012年4月号（2012年2月25日、ぶんか社）
- ドカント 2012年6月号（2012年5月16日、デジタルスタイル）
- TENGU（2012年5月18日、ジーオーティー）
- EX MAX！ Special 60（エキサイティングマックス！ 2013年04月号）（2013年3月11日、ぶんか社）
- 漫画ボン　2014年6月号（2014年4月25日、大都社） - グラビア
- こんな子のお尻の穴、あんな子のお尻の穴！！（2014年5月24日、インテルフィン） - 新井エリーの紅尻[68]